# Самбір
Са́мбір — місто, адміністративний центр Самбірського району та Самбірської міської громади Львівської області.

## Назва
Існують чимало версій щодо походження назви міста Самбора, серед них такі:
1. А. Добрянський, І. Будзиновський та інші дослідники вважали, що назва «Самбір» походить від дрімучих лісів, які були в цій місцевості.
2. І. Ступницький вважав, що вона походить від племені Саборів, які нібито мешкали в цих краях у IV столітті до н. е.
3. В. Площанський та А. Петрушевич стверджували, що назва складається з двох частин — сам і бір, яка означає Собор, тобто збір. Вони зробили висновок, що спочатку місто стояло на злитті, собранії двох річок (Дністра та Яблуньки, що у місті Старому Самборі, який згодом зруйнували монголо-татари).
4. Існує припущення, що місто могло отримати назву від церковного храмового свята Собору Пресвятої Богородиці.
5. М. Скорик вважав, що назва Самбора походить від верби-самбірки з червоним пруттям, яка в минулому була дуже поширеною на берегах Дністра.
6. Олег Гуцуляк вважає, виходячи з теорії прабалтослов'янської єдності, що назва пов'язана з іменем литовського бога урожаю і пива Самбаріса.
7. Припускається, що виходячи з теорії прабалтослов'янської єдності, назва міста походить від балтійського князівського роду Самборидів.
8. Ярослав Рудницький вважав, що назва може походити від слов'янського чоловічого імені Само, і можливо від правителя першої слов'янської держави Само.[3]

Старослов'янське значення «самбора» (samborza) — «стовп». Див. також: палісад — щільний ряд забитих або закопаних вертикальних дерев'яних стовпів. У європейському середньовічному оборонному будівництві були вежі-донжони, які у літописах позначають терміном − столпъ. Михайло Рожко був прихильником від апелятивного походження назви міст:
|  | Самбір — найстаріший тип оборонної споруди, яка є проїзною (ворітною) вежею, що завершується приміщенням для сторожі |

Відомо, що на території Підгір'я через місто Старий Самбір пролягав давній шлях «Руська Путь» та Карпатська оборонна лінія.

## Географія
Самбір розташований на лівому березі Дністра (через місто також тече невелика річка Млинівка), на перетині автошляхів Львів — Ужгород і Дрогобич — Перемишль. Самбір також є одним із культурних, промислових,туристичних і військових центрів Львівщини, і першим за населенням містом у Львівській області. Відстань до обласного центру залізницею — 78 км, автошляхами — 76 км.
Протяжність міста з південного заходу на північний схід — 10,5 км, а з північного заходу на південний схід — 4,5 км.
Площа міста становить 24 км². Центр міста(площа Ринок) розташований на висоті 305,96 м над рівнем моря. Загалом географічне розташування Самбора є вигідним, оскільки через нього пролягали важливі дороги, що з'єднували Східну та Західну Європу, Північну із Південною. Через Самбір проходять електрифіковані залізничні шляхи, магістральні ЛЕП і трубопроводи.

### Клімат
Середньорічна температура повітря в Самборі становить +80…+100С.
- Зима у Самборі відносно м'яка, морози -20 трапляються рідко. Інколи трапляються відлиги, сезон деколи без снігового покриву (для зими характерно мінімум атмосферних опадів за річну кількість, хоча вони у вигляді дощу та мокрого снігу випадають часто).
- Весна тривала, деколи затяжна, вітряна, прохолодна, досить волога. Можливі заморозки.
- Літо тепле, жарке, мало вологе і мало дощове. Спека +30 та вище спостерігається не часто.
- Осінь тепла, сонячна, суха (зазвичай триває до перших чисел листопада).

Середня температура найхолоднішого місяця (січень) — −4 °C, середня температура липня — +19 °C.
Зима 2013—2014 рр. надзвичайно тепла. Середня температура грудня становила +1 °C, максимальний мінімум — −7 °C, та максимум — +9 °C. Також снігового покриву взагалі у цьому місяці не спостерігалось.

### Стихійні лиха
23 вересня 2013 року на місто налетів смерч, який виривав дерева з корінням, зривав дахи. Відеозаписи стихії транслювалися багатьма телеканалами України. Збитки оцінюються у понад 1 млн. гривень.

## Символіка міста
Самбір здавна мав свій герб, на якому в синьому полі біжить золотий олень із пробитою стрілою шиєю. Герб міста є одним з найдавніших в Україні, який використовувався без змін майже 500 років.
У період панування Польщі на теренах Західної України була вигадана легенда, що нібито цей герб місту подарувала королева Бона, яка влучила в оленя своєю стрілою під час полювання в самбірських лісах. Ця подія могла трапитись лише після 1545 року, коли королева після сплати боргу стала власницею Самбора. Але цю легенду заперечують архівні матеріали. Внаслідок пошукових робіт у архівах було знайдено найдавнішу відому печатку Самбора на одному з документів за 1533 рік. На печатці зображений щит, на якому містився олень з пробитою шиєю, а по колу йде трохи затертий латиномовний напис: «Печатка міста Самбора».
У часи Австрійської імперії Самбір не змінював свого герба. Він був зображений на привілеї цісаря Йосифа II, що затверджував права міста, від 26 червня 1788 року. У радянський період герб офіційного затвердження не мав, але використовувався без стріли.
Сучасний герб Самбора був прийнятий 17 квітня 2003 року на сесії міської ради. Його автором став голова Українського Геральдичного Товариства, старший науковий співробітник Інституту української археографії та джерелознавства імені М. Грушевського Національної академії наук України, член комісії державних нагород та геральдики при Президентові України, кандидат історичних наук — Андрій Гречило. У 2007 році до рішення внесено поправку, вилучивши з герба стрілу.
Окрім герба, Самбір має свій прапор (див. Прапор Самбора), Печатку (кругла, діаметром 50 мм, у центрі зображено герб міста. По колу йде напис: «Україна, Львівська область, місто Самбір». Використовується при неофіційному та церемоніальному використанні), Штандарт міського голови Самбора (хоругва, на якій зображено герб Самбора і напис «Самбір 1241»).

## Історія

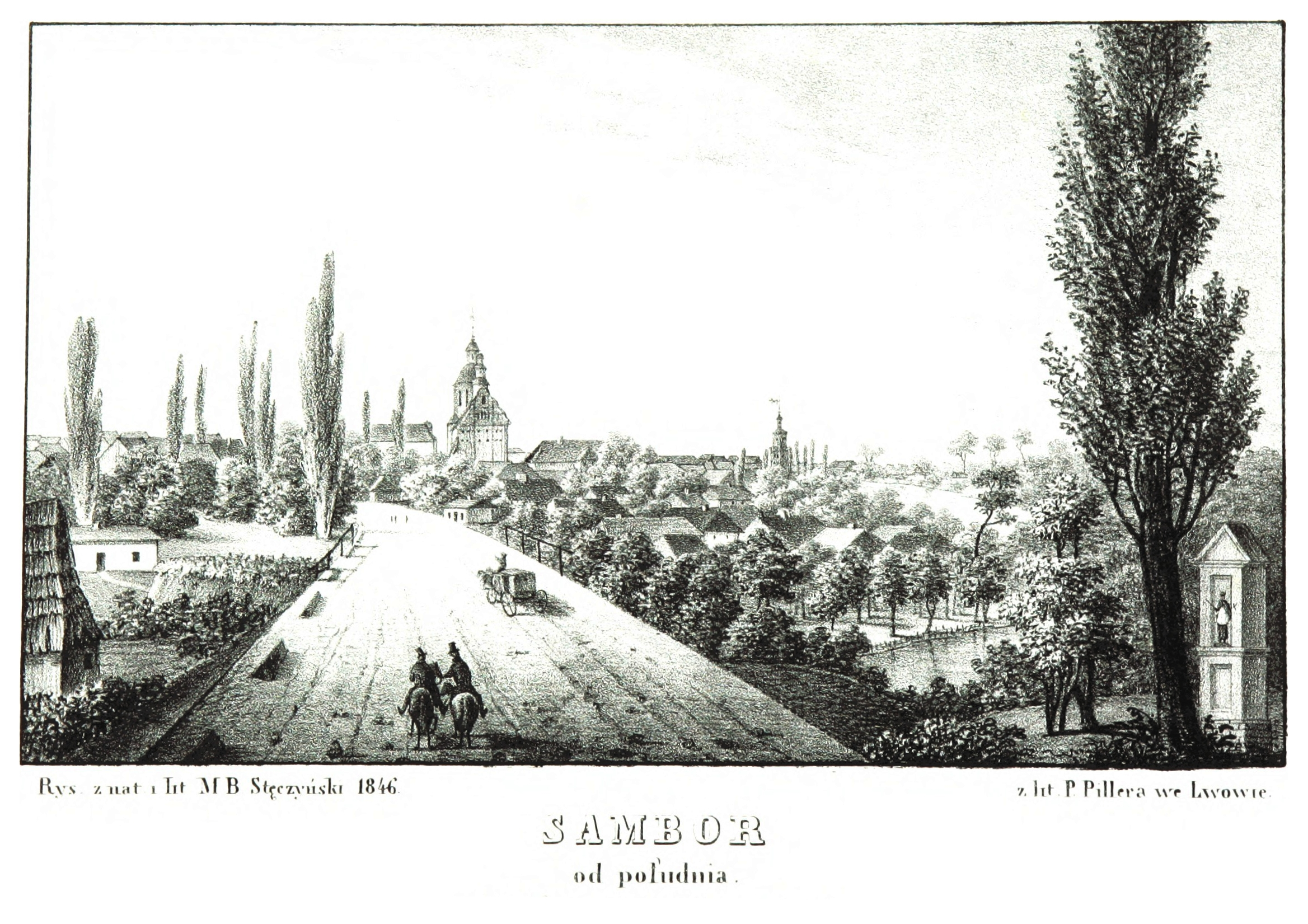
Самбір (1846)

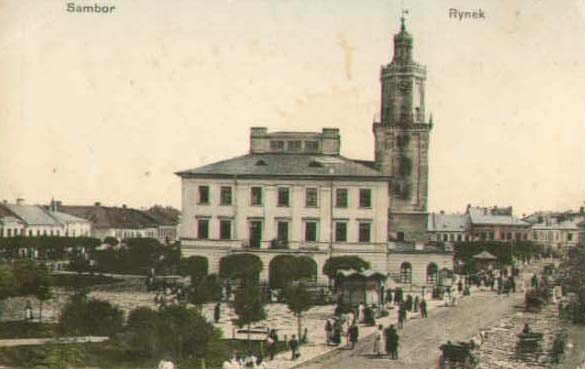
Самбір (1901)

Історія міста сягає в далеке минуле. Археологічні дослідження свідчать, що поселення у цій місцевості існували ще в доісторичні часи. При розкопках на території міста знайшли римські монети IV століття, бронзові сокири, серп, браслети, виготовлені приблизно у IX—VIII століттях до н. е.
Самбір виник на місці давньоруського поселення Погонич, яке, як гадають, займало територію вздовж сучасної вулиці Тараса Шевченка (колишня — вул. Терешкової, раніше —  Перемишльська) і північного берега річки Млинівки. Припускають, що неподалік від цього селища, на пагорбі, де нині височить церква Різдва Богородиці і колишній костел бернардинів, було давньоруське укріплене городище, одне з багатьох на Прикарпатті. Невідомо, коли виник Погонич. У 1929 році на території цегельні Перемишльською вулицею були виявлені бронзові предмети (сокири, серп, браслет тощо), які походили з IX—VIII століть до нашої ери. За 18 км на південний захід від Погонича було давнє місто Самбір (сучасний Старий Самбір) — адміністративний центр Самбірської волості, яке 1241 року знищили татаро-монголи. Уцілілі жителі цього міста переселилися в Погонич, який з часом розрісся, і його назвали «Новим Самбором», а знищене татаро-монголами місто стало «Старим Самбором». З 1390 року за давнім Погоничем утвердилася назва «Самбір». Але в документах до 1450 року місто іменується і Самбором, і Новим Самбором, і — по старому Погоничем. Обидва міста мали ще одну назву: Старе Місто і Нове Місто.
Самбір лежав на перехресті важливих торгових шляхів, які вели на схід і захід, до Львова, Дрогобича, Перемишля, в Угорщину і Польщу, що значною мірою зумовило економічну активність і матеріальний добробут міста в епоху середньовіччя.
1241 рік — перша літописна згадка про місто. Того року ординці сплюндрували тодішнє місто Самбір (теперішній Старий Самбір), а уцілілі мешканці знайшли притулок у добре укріпленому посаді Погонич, який ховався у лісових хащах на березі Дністра. Від 1390 року Погонич став Новим Самбором, а колишній Самбір — Старим Самбором (або Старим Містом). Згодом Новий Самбір став просто Самбором.
У 1349 році Самбір, як і всю Галичину, завоювали польські феодали на чолі з королем Казимиром III. Остаточно ці давньоруські землі відійшли до Польщі лише у 1387 році після короткочасного перебування у складі Угорського королівства. В складі польської держави колишня Самбірська волость, яка була княжою власністю, стала одним з чотирьох повітів Перемишльської землі Руського воєводства і приватною власністю польських королів та магнатів.
До 1349 року поселення було у складі Галицько-Волинської держави.

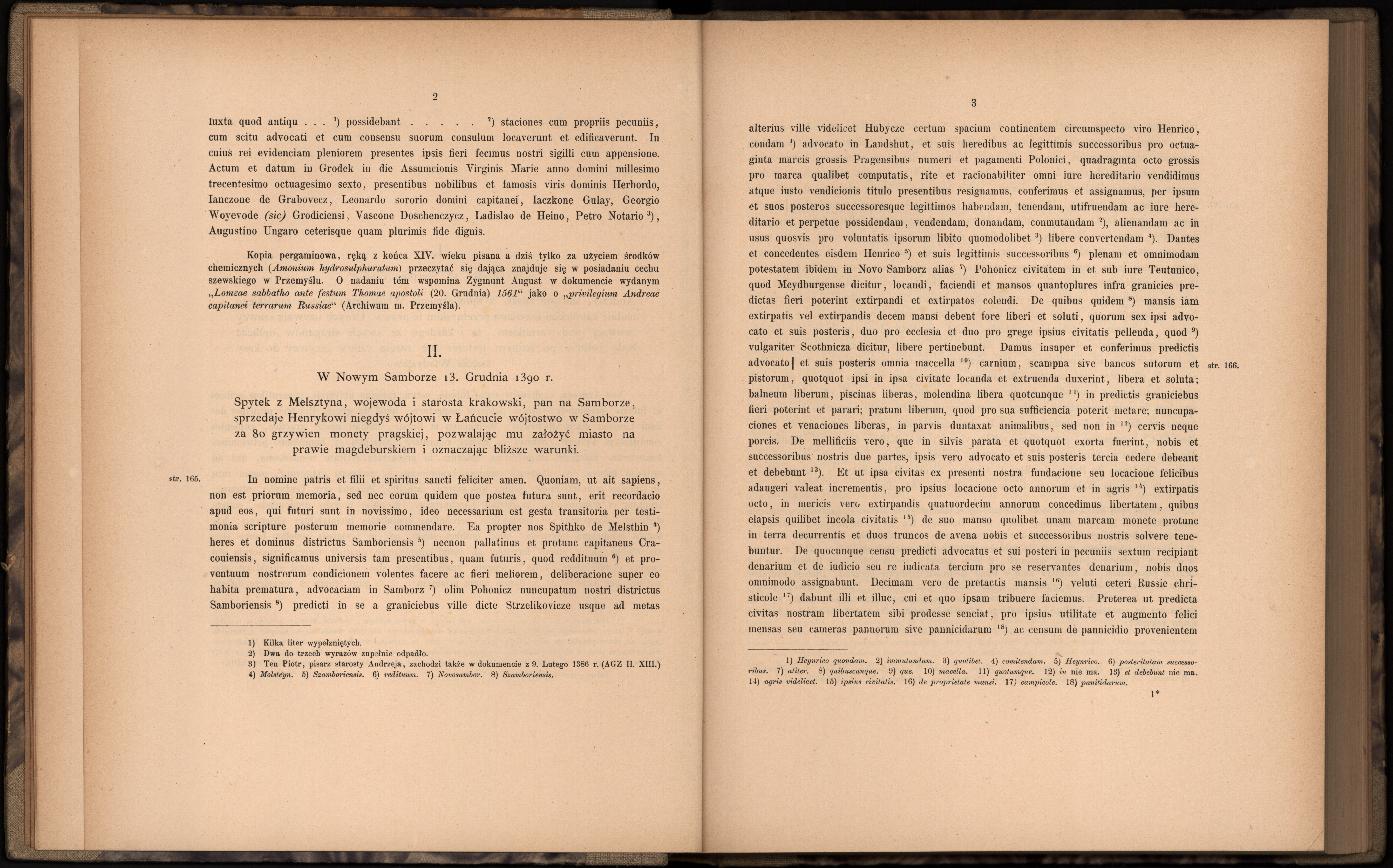
Зміст акту із книги «Akta grodzkie i ziemskie z czasów Rzeczypospolitej polskiej z Archiwum tak zwanego bernardyńskiego we Lwowie» про продаж Спетьком Нового Самбора Генріху у 1390 році.

1349—1390 роки — поселення було власністю польських королів.
У 1387 році власником Самбірщини (території між Добромилем і Стриєм) став магнат Спитко Мельштинський. Цей маєток йому дістався від короля як подарунок за військові заслуги під час загарбання давньоруських земель.
13 грудня 1390 року — Спитко продав войтівство в Новому Самборі Генріхові з Ланьцута за 80 гривень монет празьких, дозволяючи йому заложити місто на праві магдебурзькім. З цього моменту в місті почали селитися німці та євреї і в тому ж році поруч зі старим містом (зі східного боку), на низькому відкритому пагорбі почали будувати нове місто на зразок західноєвропейських готичних міст.
Після загибелі Спитка у битві з татарами над Ворсклою (12 вересня 1399 року) Самбірщиною володіла вдова по Спиткові, Ельжбета.
У XV столітті Самбір був замком-фортецею.

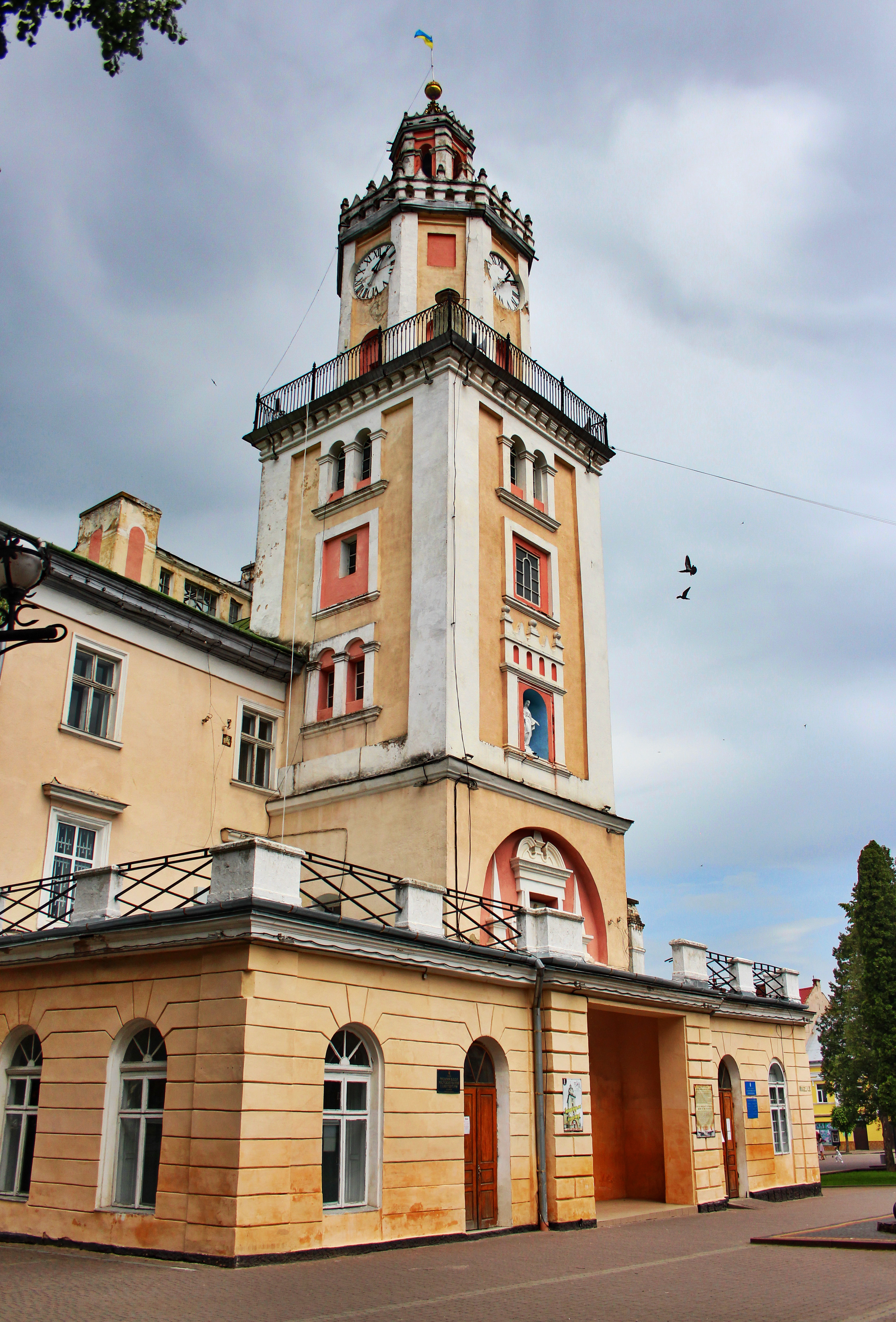
Ратуша (2020)

1415 року — Самбірщину повернуто у володіння польських королів, які часто віддавали місто й околиці в заставу різним магнатам за позички грошей. Так, 1419 року — шляхтичу Генрихові Гінчу з Рогова, 1431 року — магнату Пйотрові Одровонжу.
1451 року — король Казимир IV Ягеллончик перебував у місті.
Староста Кшиштоф Одровонж-Шидловський найбільше причинився до укріплення міста. 1530 року він укріпив центр Самбора мурами, валами та ровами.
Важливим адміністративним центром міста був княжий замок (на місці, де тепер Замкова площа). Дерев'яний замок згорів під час нападу татар 1498 року і вже не відбудовувався. В середині XVI століття було споруджено новий мурований так званий королівський замок «на Бліху» (тепер там міська лікарня). Від цього часу зберігся так званий «мисливський будинок», в якому тепер обладнано лікарняну церкву святого Пантелеймона.
1498 року згоріли дерев'яна ратуша та всі навколишні будинки. На початку XVI століття збудували нову 1-поверхову ратушу з невисокою вежею і годинником. Ця ратуша теж згоріла, а на її місці у 2-й половині XVII століття звели муровану з 40-метровою 8-гранною вежею і ліхтарем. (Див. Самбірська ратуша).
1542 році - місто отримало привілей неприйняття євреїв.
Рід Одровонжів володів Самбірщиною до 1545 року, коли королева Бона Сфорца (друга дружина короля Сигізмунда I Старого) викупила всі маєтки від Станіслава Одровонжа.
1553 року — королева Бона заборонила євреям торгувати на ринку, а українцям дозволила збудувати церкву на середмісті. Через деякий час було зведено дерев'яну церкву Різдва Пресвятої Богородиці, яка служила до 1738 року, коли на її місці збудували муровану.
1568 року — у Самборі було 127 будинків.
1568 року — на місці давнішого дерев'яного костелу (з 1370 року), спаленого татарами 1498 року, відкрили нині діючий мурований костел Усічення Голови святого Івана Хрестителя. Він теж горів 1637 року, але був відбудований. Після останньої пожежі костел відновлено 1846 року, а 1888 року його прикрасили розписом та встановили нові вівтарі, органи й амвон.
25 серпня 1604 року з Самбірського замку вирушило об'єднане українсько-польське військо, яке 20 червня 1605 року захопило Москву.
Наприкінці XVI — на початку XVII століття королівським старостою Самбора був польський магнат Єжи Мнішек. Він загостив у самбірському королівському замку Григорія Отрєп'єва, який видавав себе за сина московського царя Івана Грозного — Димитрія, i допоміг цьому Лжедимитрію 21 червня 1605 року зайняти московський престол (утримував його до 17 травня 1606 року). Дочка Єжи Мнішека, Марина, була дружиною Лжедимитрія.
Практика передачі міста й околиць у заставу тривала. Так, 1676 р. король Ян III Собеський передав місто в заставу Станіславу Скарчевському (12 вересня 1883 р. в костелі Усічення Голови святого Івана Хрестителя встановили чавунну таблицю з написом у пам'ять про Яна III Собєського).
1705 року — близько 2/3 жителів померли від холери. Цвинтарі були заповнені повністю і стало необхідним захороняти померлих в парках. Лише близько 1300 жителів залишилось у місті.
1732 року Август II надав євреям привілей ставити будинки на замковому ґрунті і відкривати в них крамниці.
У 1771 році епідемія вперше прокинулась у єврейському кварталі Бліх та забрала 400 жертв. З Бліху вона поширилась на місто, забравши більше 3000 життів.

### У складі імперії Габсбурґів

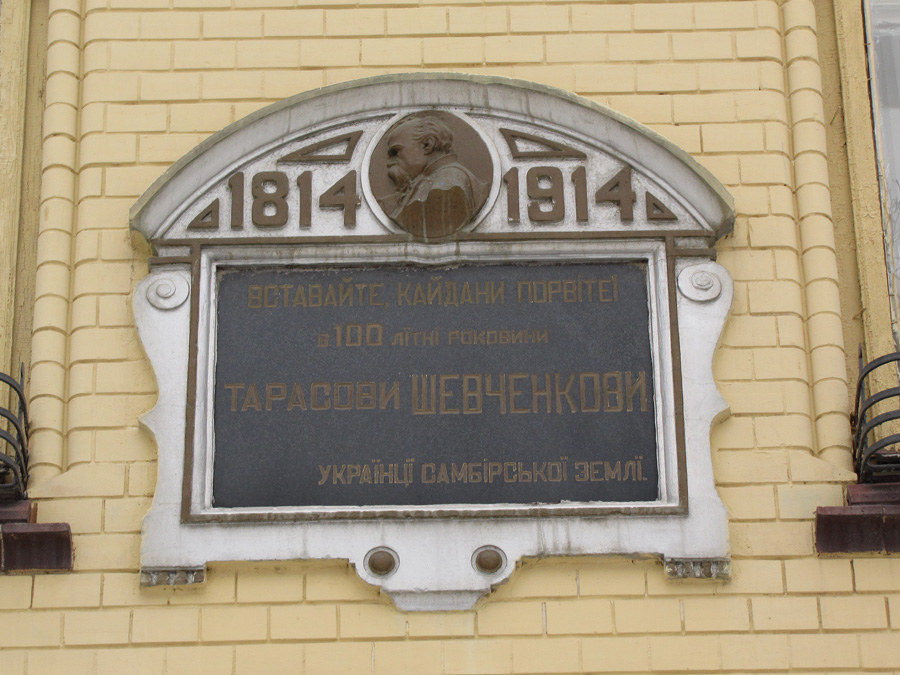
Пам'ятна таблиця на честь 100-річчя з дня народження Шевченка

Стародавній герб міста

1772—1918 роки — Самбір був під пануванням Габсбурґів (з 1804 року — Австрійської імперії, з 1867 року — Австро-Угорщини).
1773 року — створення Самбірського округу, адміністративної одиниці Королівства Галичини та Володимирії у складі Монархії Габсбургів та Австрійської імперії.
13 травня 1783 року Йосиф II видав декрет про класифікацію міст Галичини, Лодомерії. До І-го класу віднесли Львів (столиця, резиденція гебернської влади), до II-го — королівські міста (мали спеціяльний імператорський привілей), до III-го — муніципальні (всі, що мали магістрат)
. 26 липня 1778 (або 1788 року — декретом цісаря Йосифа II Самбору надано титул «Вільного королівського міста». Статус дозволяв мати кращі в порівнянні з муніципальними містами умови для подальшого розвитку. У місті розміщувався Окружний суд і «дирекція виділу регуляції гірських потоків Галичини».
1784 року — навколо міста розібрали оборонні мури. Наприкінці XVIII ст. у місті діяла масонська ложа.
За період австрійського панування Самбір прикрасився новими будівлями. У 1890–1894 роках спорудили велику двоповерхову кам'яницю для гімназії (тепер школа № 2 i гімназія), а 1904 року — будівлю державної чоловічої вчительської семінарії (за радянських часів тут розмістили військову частину; вул. Січових Стрільців). У 1890 році завершено будинок пошти.
1844 року — завершено реконструкцію ратуші (добудовано вхідні лоджії, змінено місце входу і влаштовано нові фасади). 1877 року на ратуші замінили мальований на полотні образ Божої Матері (1660, подарунок монаха-місіонера з 1760 року) на мальований на блясі (знищений за радянських часів). 1885 року на ратушній вежі змонтували дзиґар з боєм i циферблатами на 4 сторони, придбаний у Празі. Над бічною лоджією при вході в ратушу встановлено герб міста, перезатверджений привілеєм цісаря Йосифа II з 26 червня 1788 року (прикрашений золотою короною блакитний щит з зображенням оленя, що біжить справа наліво; шия тварини прошита стрілою).

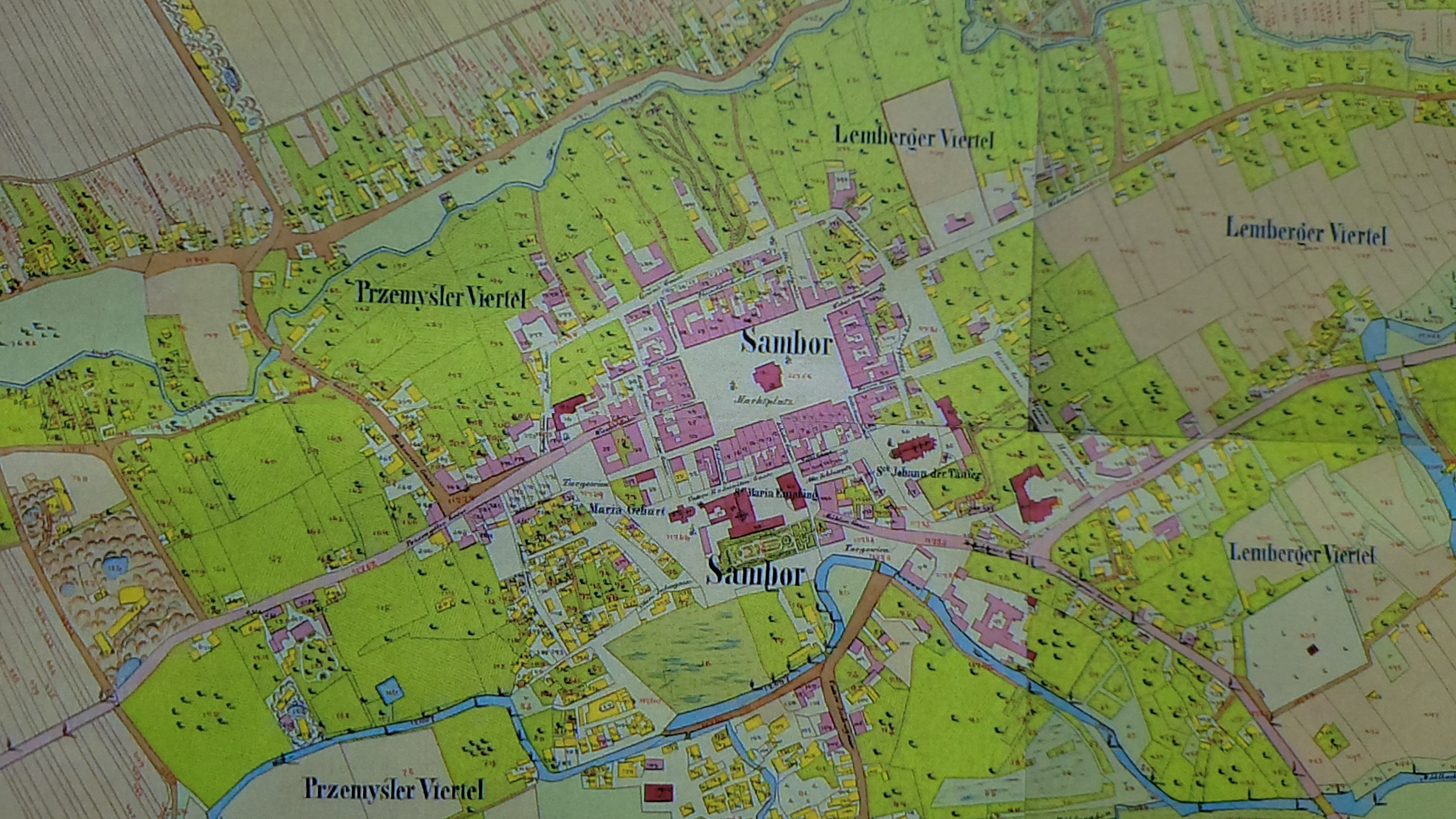
Фрагмент кадастрової карти Самбора 1853 року опублікований у науково-популярному журналі "Наша спадщина"

У 1846 та 1847 роках Самбір пережив голод. Населення було змушене харчуватись травою і листям. Багато жителів померло.
1893 році — побудовано єврейську початкову школу при вул. Шкільній (нині житловий будинок, вул. Колессів).
1904 році — закінчено спорудження будинку спортивного товариства «Сокіл» (нині Народний дім).
1910 року — споруджено 3-поверхову кам'яницю Скарбової дирекції (нині військовий шпиталь).
1898 року — відкрито новий цвинтар при вул. Бісківській після закриття старого при вул. Дрогобицькій (тепер — вулиця I. Франка). 1908 році на новому цвинтарі збудовано каплицю; 1940 року на місці старого цвинтаря більшовики заклали парк культури і відпочинку; 1989 року на старому цвинтарі віднайшли могили видатних театральних діячів Омеляна Бачинського i його дружини Теофілії.
На 1888 рік місто складалося з 4 посад: Міської, Львівської, Перемишльської та Бліх. Посада Міська — 3042 мешканці, 135 будинків. Посада Львівська — 1986 мешканців, 217 будинків. Посада Перемишльська — 1729 мешканців, 162 будинки. «Бліх» зі селом «Новий Світ» становили єврейське містечко (штетл), там мешкали 2020 осіб і було 148 будинків.
1855—1858 роках — будівництво шосе Самбір — Дрогобич через Лішню.
Грудень 1872 року — відкрито залізничне сполучення Самбір — Борислав i Стрий — Самбір — Хирів — Перемишль.
1903 року було завершено спорудження, здано в експлуатацію відтинок залізниці Львів — Самбір, 1905 року — відтинок Самбір — Сянки. Також було збудовано приміщення залізничного вокзалу.
Наприкінці ХІХ — на початку XX століття виходила польськомовна «Gazeta Samborska».

### Перша світова війна
Під час Першої світової війни з 17 вересня 1914 р. по 15 травня 1915 р. місто було під окупацією російських військ, які завдали йому великої шкоди. Було знищено бібліотеку товариства «Просвіта», а в будинку товариства влаштовано стайню для офіцерських коней. Обладнання лабораторій, класів і кабінетів вчительської семінарії вивезено в Росію, туди ж вивезли місцевих українських діячів Данила Стахуру, Теодора Біленького та ін.
10 квітня 1915 р. російський імператор Микола II відвідує Самбір під час поїздки по зайнятих територіях Галичини. [Архівовано 12 жовтня 2018 у Wayback Machine.]

### Західноукраїнська Народна Республіка
Після розвалу Австро-Угорської монархії, 1 листопада 1918 року в Самборі встановили владу Західно-Української Народної Республіки (ЗУНР). Державним повітовим комісаром ЗУНР на Самбірщину (Самбірський повіт ЗУНР) було призначено відомого письменника Андрія Чайковського.
5 листопада в повіті Самбір було встановлено владу Української держави — ЗУНР.
16 травня 1919 року, ввечері, місто було захоплене дивізією польського війська під командуванням генерала Францішека Александровича.

### Друга світова війна
Після початку Другої світової війни, в ніч з 11 на 12 вересня 1939 року німецькі війська зайняли Самбір, а рано вранці — село Калинів, що на північний схід від Самбора. Наприкінці вересня 1939 року радянські війська прийшли на зміну німецьких, місто було анексоване СРСР. Після початку німецько-радянської війни, в червні 1941 року Самбір знову зайняли німецькі війська. Перебували вони тут до 7 серпня 1944 року.

### Радянський період (1944—1991)
Місто очолювали:
- Перші секретарі Самбірського міського (з 1957 року міськрайонного) комітету КП(б)У-КПУ:
  - 1940—1941 роки — Олексій Бец,
  - 1945—1945 роки — Микола Бурушкін,
  - 1945—1946 роки — Лука Обушний,
  - 1946—1947 роки — Володимир Полюхов,
  - 1947—1948 роки — Лозобко,
  - 1950—1952 роки — Ісак Слабчук,
  - 1952—1959 роки — Андрій Певко,
  - 1959—1961 роки — Андрій Шевченко,
  - 1961—1963 роки — Іван Кобзаренко,
  - 1963—1964 роки — Василь Святоцький,
  - 1965—1972 роки — Іван Крамськой,
  - 1975—1977 роки — Олексій Ляхов,
  - 1980—1983 роки — А.Г. Павловський,
  - 1983—1990 роки — Михайло Заброварний,
  - 1990—1991 роки — Василь Сокорчук.

- Головами Самбірського міськвиконкому обиралися:
  - 1940—1941 роки — Костянтин Чорнощоков,
  - 1944—1945 роки — І. Малий,
  - 1945—1946 роки — Євдоким Савченко,
  - 1946—1946 роки — Поліщук,
  - 1946—1946 роки — Серебряний,
  - 1946—1947 роки — Стефан Кульчицький,
  - 1947—1954 роки — Іван Сивохіп,
  - 1955—1956 роки — Савчук,
  - 1957—1958 роки — Нестор Кузів,
  - 1962—1977 роки — Марія Павленко,
  - 1977—1985 роки — Євген Сіглов,
  - 1985—1987 роки — Світлана Дегтярьова,
  -  ?.05.1990—1992 роки — Остап Чаплик.

З 30 грудня 1962 року Самбір набув статусу міста обласного підпорядкування Львівської області.

### У незалежній Україні
- Головами Самбірського міської ради обиралися:
  - 1990—1992 роки — Зорян Попадюк,
  - 1992—1994 роки — Остап Чаплик,
  - 1994—1998 роки — Михайло Кіт.
- Самбірськими міськими головами обиралися:
  - 1998—2002 роки — Михайло Кіт,
  - 2002—2005 роки — Тарас Тершовчин,
  - 2006—2010 роки — Михайло Кіт,
  - 2010—2015 роки — Тарас Копиляк,
  - 2015 — Юрій Гамар

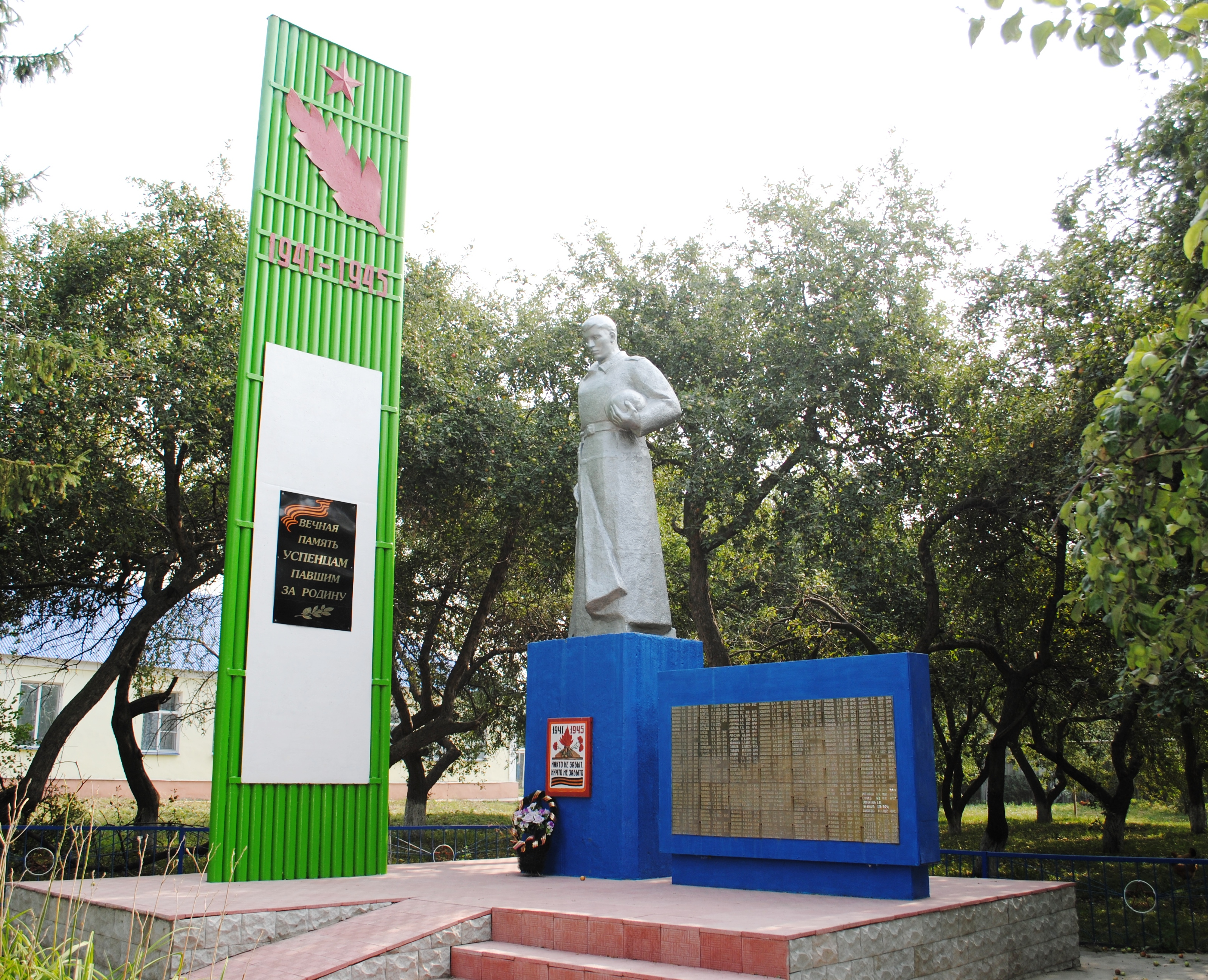
Військовий меморіал

21 вересня 2015 року владика Яків освятив храм Різдва Пресвятої Владичиці Нашої Богородиці і Приснодіви Марії у Самборі.
16 жовтня 2017 року на площі Пам'яті урочисто відкрито пам'ятник організатору мережі ОУН та одному з будівничих УПА Терентію Піхоцькому.

## Населення

### Чисельність
Чисельність населення Самбора станом на 1 січня 2021 р. — 34 444 особи.
Динаміка населення Самбора

### Національний склад
Розподіл населення за національністю за даними перепису 2001 року:
| Національність  | Відсоток |
| --------------- | -------- |
| українці        | 93,56%   |
| поляки          | 3,33%    |
| росіяни         | 2,55%    |
| білоруси        | 0,17%    |
| інші/не вказали | 0,39%    |

### Мовний склад
Розподіл населення за рідною мовою за даними перепису 2001 року:
| Мова            | Чисельність, осіб | Відсоток |
| --------------- | ----------------- | -------- |
| Українська      | 34 465            | 95,16%   |
| Польська        | 837               | 2,31%    |
| Російська       | 837               | 2,31%    |
| Білоруська      | 27                | 0,08%    |
| Інші/Не вказали | 52                | 0,14%    |
| Разом           | 36 218            | 100%     |

## Транспорт

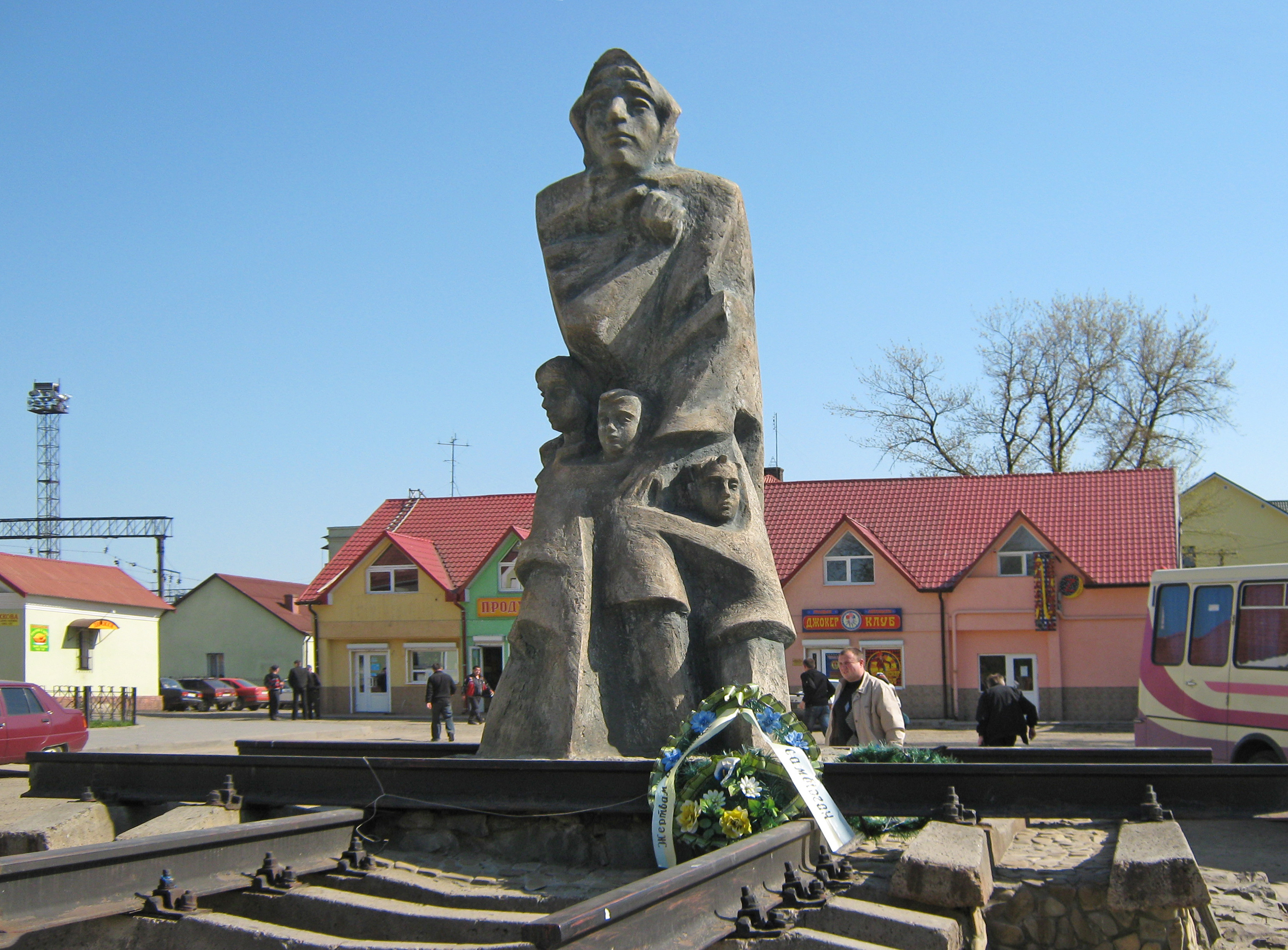
Пам'ятний знак депортованим українцям з Лемківщини, Холмщини, Надсяння, Підляшшя

Самбір насамперед є важливим залізничним вузлом. Вокзал розташований у східній частині міста. Через місто прямують приміські електропоїзди сполученням: Стрий — Самбір, Львів — Сянки, з 20 травня, 2024 року відновлено рух приміських поїздів сполученням Самбір — Хирів — Старжава й Самбір — Нижанковичі. 
Поїзди далекого сполучення: Київ — Трускавець, Київ — Солотвино, Запоріжжя — Солотвино.
| Перевізник            | Дистанція            | Розклад                                                       |
| «Укрзалізниця»        | Далеке сполучення    | uz.gov.ua [Архівовано 14 грудня 2017 у Wayback Machine.]      |
| «Львівська залізниця» | Приміське сполучення | railway.lviv.ua [Архівовано 7 травня 2021 у Wayback Machine.] |

Через місто пролягають автошляхи національного значення Н13 (Львів — Самбір — Ужгород), Т 1418 (Нижанковичі — Самбір — Дрогобич — Стрий), територіального значення Т 1415 (Мостиська — Самбір — Борислав).
У місті діють дві автобусні станції: в центрі на вул. Валова та біля залізничного вокзалу, яка складається з двох частин: зі сторони вокзалу курсують автобуси у львівському напрямку, а зі сторони собору — у всі інші. Діють міжобласні автобусні перевезення з міста: Самбір — Тернопіль, Самбір — Івано-Франківськ, Львів — Ужгород.
Громадський транспорт Самбора складає лише два маршрутних таксі, які курсують за маршрутами: Автостанція (вул. Валова)  — вул. Снігурського та Цегельний завод — 3-тя школа — вул. Валова — Ралівка. Проїзд коштує 12 грн[коли?]. Від Самбора у всіх напрямках курсують приміські автобуси, які перетинають головні і найбільш населені вулиці міста, отож потреби у додаткових маршрутних таксі немає.

## Охорона здоров'я
Найдавніший у Самборі шпиталь, що називався «Народна Лічниця», був при церкві святого Пилипа і розташовувався приблизно між вулицями Валовою та Леся Курбаса. Про нього згадується у другій половині XIII століття. Існує припущення, що в 1795 році він припинив своє існування у зв'язку з руйнуванням церкви. У ньому діяло фізіотерапевтичне відділення, яким керував доктор Вінцент Кузя, а також гінеколого-акушерське і хірургічне відділення, якими керував доктор медицини Абрахам Вайсснер. Є припущення, що шпиталь існував і при церкві Різдва Пресвятої Богородиці.

## Пам'ятки архітектури
- Костел святого Івана Хрестителя.
- рештки Самбірського замку XVI ст. — мисливський будинок та залишки валів.
- костел та монастир оо. Бернардинців.
- монастир Бригідок XVII ст.
- церква Різдва Пресвятої Богородиці (XVIII ст.), де зберігаються мощі святого Валентина та чудотворна ікона Самбірської Богоматері.
- Самбірська ратуша.
- Ансамбль кам'яниць на площі Ринок (XVII—XX ст.).
- Залишки міських оборонних споруд.
- Будинок, у якому народився режисер і актор Лесь Курбас (друга половина XIX століття, 1887 рік, вул. Сонячна, 1) - пам'ятка Національного значення, охоронний номер 130022-Н (Постанова Кабінету Міністрів України від 03.09.2009 № 928).

## Культура

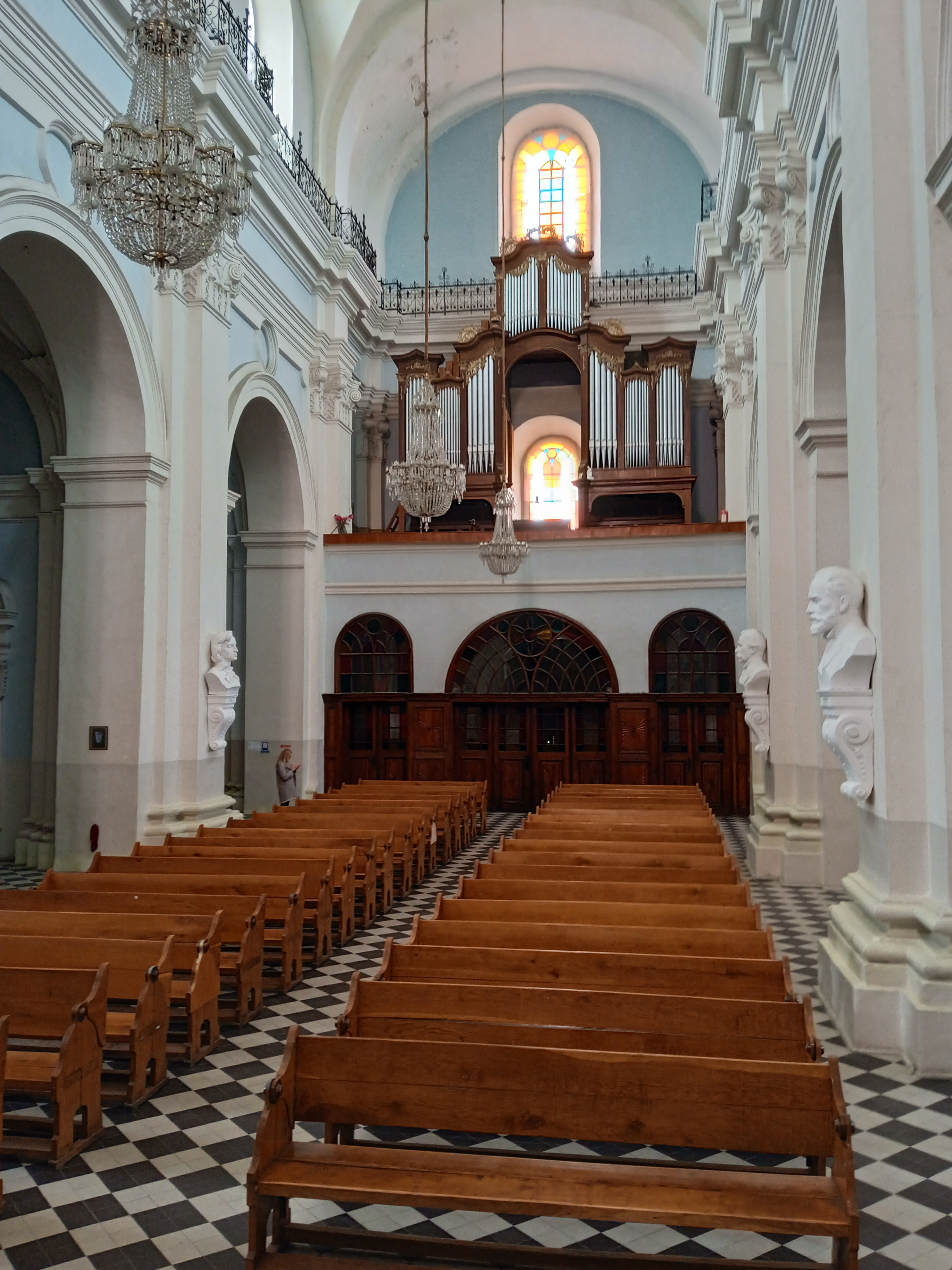
Концертний зал органної музики

У Самборі діють такі заклади культури:
- дитяча музична школа,
- Народний дім,
- Коледж культури,
- Історико-етнографічний музей «Бойківщина»,
- меморіальний музей Леся Курбаса,
- студія образотворчого мистецтва,
- школа декоративно-ужиткового мистецтва.
- концертний зал органної музики.

### Релігія
- Московський патріархат
  - Церква
  - Церква
  - Церква «Всіх святих землі української»
- Православна церква України
  - Церква Різдва Івана Хрестителя
  - Церква святителя Павла Конюшкевича (вул. Степана Стебельського)
  - Свято-Успенський храм[24]
- Українська греко-католицька церква
  - Собор Пресвятої Богородиці
  - Церква Різдва Пресвятої Богородиці (площа Церковна, 5)
  - Церква Чуда Архистратига Михаїла в Колосах
- Римсько-католицька церква в Україні
  - Костел Іоана Хрестителя (вул. Петра Сагайдачного, 7)
  - Костел Святого Станіслава
  - Церква Святої Трійці     - Церква Різдва Пресвятої Богородиці
    - Церква святителя Павла Конюшкевича
    - Костел Святого Івана Хрестителя
    - Костел Святого Станіслава

## Туризм
Самбір з 2012 р. здобув статус туристичного міста; в місті запрацював Туристичний центр, який надає інформацію, послуги туристам. Також проводиться екскурсія на вежу міської ратуші.

## Освіта

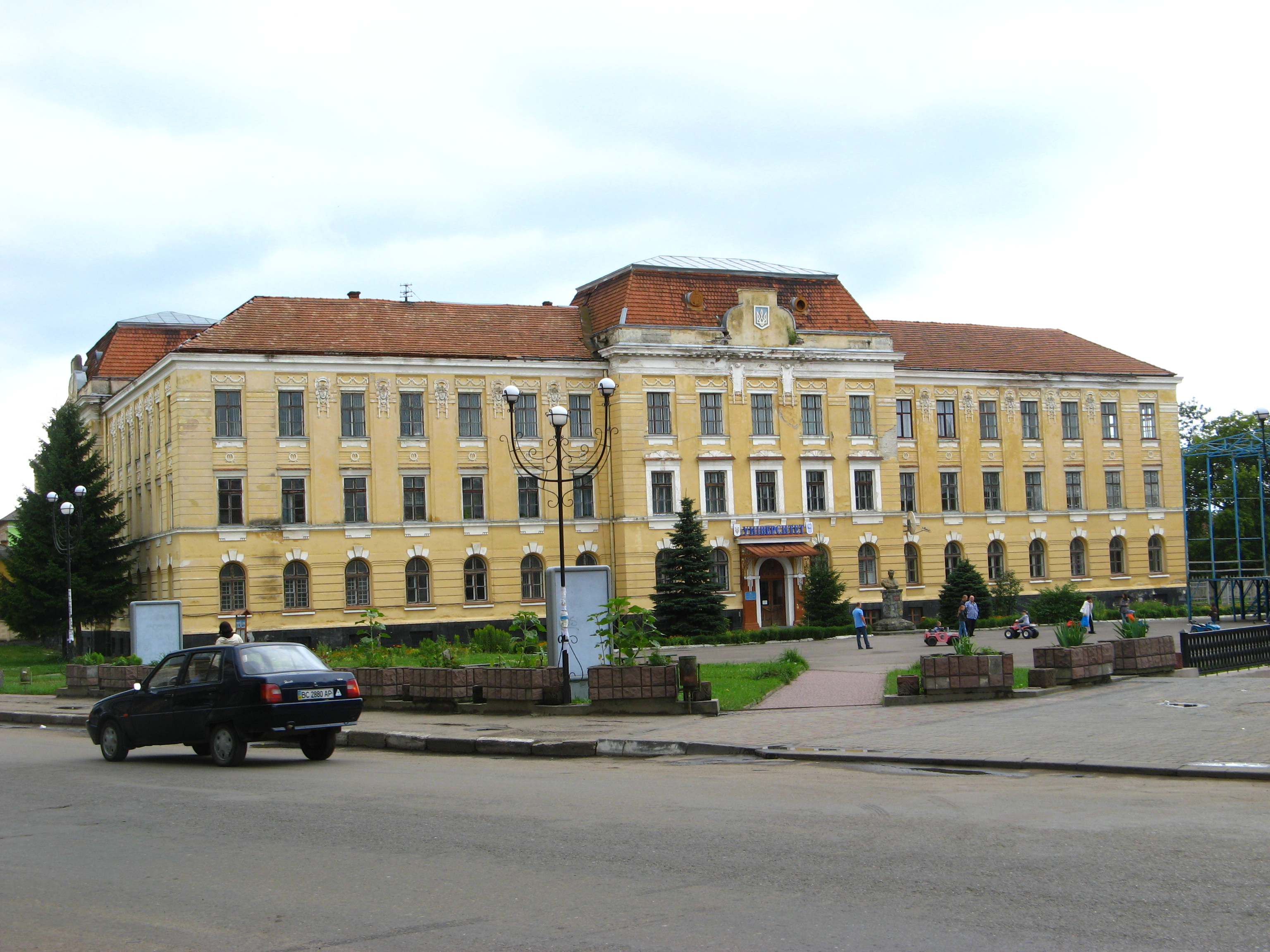
Колишній «Університет»

Найдавнішою в Самборі була парафіяльна школа при церкві Св. Пилипа. В ній навчали слов'янській і грецькій мовам та Закону Божого. Навчали дітей священики та дяки. Підручниками були Псалтирі та часослови. Сама ж школа підпорядкувалась руському православному парохові. Немає достовірних відомостей про час, коли школа припинила своє існування. Є припущення, що вона існувала до 1795 р., коли розібрали церкву. Вважають, що в ній навчався сам гетьман П. Сагайдачний. Окрім парафіяльної школи при церкві Св. Пилипа діяла ще одна парафіяльна школа при костелі Іоанна Хрестителя, але польська. Вона працювала під керівництвом плебана. Після освітньої реформи школою в Самборі почав керувати ректор, а в селах — дяк. У XV—XVI ст. викладали читання та письмо, арифметику, церковний спів та службу, релігійні обряди, початки латини, граматики, логіки, природничих наук.
У 1945 р. засновано Самбірський статистичний технікум (тепер Самбірський технікум економіки та інформатики), з 1952 р. в Самборі функціонує Самбірський коледж культури і мистецтв, а з 1953 р. Самбірський медичний коледж.
Вже понад 14 років функціонує Самбірський факультет прикладного програмного забезпечення [Архівовано 4 серпня 2020 у Wayback Machine.] Тернопільського національного економічного університету, в якому здійснюється підготовка фахівців з вищою освітою за економічним напрямом «Економічна кібернетика» та технічним — «Програмна інженерія». Окрім цього у Самборі діє державний педагогічний коледж імені Івана Филипчака, де працює художник і викладач Микола Щерба, «Відмінник освіти України».
У Самборі є 10 діючих шкільних закладів, з них 7 середніх шкіл (СШ № 1 ім. Т. Г. Шевченка, СШ № 3 ім. В.Юричка, СШ № 4, СШ № 7, СШ № 8 з поглибленим вивченням англійської мови, СШ № 10, Школа-ліцей ім. Андрія Струся), дві початкові школи (№ 2, № 7) та Самбірська гімназія.
У 1999 р. відкрили Соціально-гуманітарний факультет Дрогобицького педагогічного університету імені Івана Франка, який налічував близько 2000 студентів. У 2012 році факультет закрили через неможливість оплачувати високу орендну плату за приміщення.

## Зв'язок і торгівля
У середньовіччі Самбір був одним з найбільших торгових центрів Східної Галичини. Після численних навал різноманітних загарбників місто оточили оборонними мурами і вартовими вежами, а також облаштували кам'яницями і кількаярусними підвалами-пивницями простору торговицю, яка має назву площа Ринок (1530—1560 рр.). На цій площі кожного четверга і понеділка відбувалися ярмарки, а по великих святах — великі торги-ярмарки. На них з'їжджалися багато покупців з сусідніх міст та сіл.
В Самборі діють чимало різноманітних підприємств, магазинів та торговельних комплексів, які майже всі приватизовані. Найбільшими супермаркетами в Самборі є «Сільпо», АТБ «Рукавичка» (ТРК «Літо»), ТЦ Атлан, ТЦ Макс, Карпати, Фокстрот, Траш, Дивоцін. Також є центральний ринок.

## Підприємства і заклади
- ТОВ «Самбірська птахофабрика», ТМ «Еко Курча»
- ТОВ «Амардіко 120 Україна»
- ТОВ «Сегуро»
- ТОВ «ЕМБАВУД УКРАЇНА», ТМ «Embawood»
- ТзОВ «Самбірський завод будівельної кераміки», ТМ «ЕКО-ЦЕГЛА»
- ПРАТ «Завод Омега»
- ТОВ «ЕІМО»
- ТОВ «Самбірагротехмаш»
- ТДВ «Самбірська швейна фабрика»
- ВАТ «Самбірський завод металооснастки»
- ТзОВ «Радіозавод Сигнал»
- ПРАТ «Самбірський ДЕМЗ»
- ТОВ «Пальмира»
- Асфальтобетонний завод (ТОВ "ОНУР Конструкціон Інтернешнл")[28]
- ТОВ «САМБІРСЬКИЙ ЕЛЕВАТОР»
- Самбірська сортувальна лінія ТПВ[29][30]
- Самбірська сонячна електростанція, с. Ралівка
- ПРАТ «Самбірський керамзитовий завод», с. Викоти

2010 року у Самборі вперше в Україні запрацювала одна з філій відомої компанії з виробництва меблів «Embawood». Фабрика випускає експортну продукцію для країн ЄС і для внутрішнього ринку.
У 2016 році запрацювало деревообробне підприємство «ЕІМО», яке входить в склад польської групи Polikat S.A. — одного з основних постачальників продукції для компанії IKEA. У 2019 році на підприємстві запрацював цех з виробництва лущеного шпону з високотехнологічним устаткуванням.
У 2016 і 2017 роках у Самборі компанія ОНУР відкрили два асфальтні заводи для реконструкції національних і регіональних доріг, що проходять через Самбір, і також проводяться роботи з реконструкції доріг у Самбірському, Дрогобицькому та Мостиському районах.
У 2018 році запрацювала перша в області Самбірська сортувальна лінія побутових відходів.
У місті працюють 10 відділень банків, з них 3 - це відділення Ощадбанку.

## Міста-побратими
- Березів, Республіка Польща
- Богодухів, Україна (7 серпня 2013)
- Вранов-над-Топльоу, Словаччина
- Грифіно, Республіка Польща
- Костшин-над-Одрою, Республіка Польща
- Освенцим, Республіка Польща
- Слов’янськ, Україна (2015)
- Сніна, Словаччина
- Устрики-Долішні, Республіка Польща

## Відомі люди

Погруддя Леся Курбаса

### Герої України
- Гречаник Олександр Олександрович (1977—2023) — український спортсмен та військовослужбовець, учасник російсько-української війни, Герой України (посмертно, 2025).
- Ігор Дашко — підполковник прикордонник Державної прикордонної служби України, захисник Маріуполя.

### Почесні громадяни міста Самбора
- Володимир Юричко — студент Національного медичного університету ім. О. Богомольця, учасник Євромайдану, вояк батальйону «Айдар», учасник російсько-української війни.

### Народилися
- Володимир Бачинський — український політичний діяч, адвокат, організатор Української Національно-Демократичної Партії.
- Юрій Беляков — полковник Збройних сил України.
- Ярослав Біленький — педагог, науковець, політичний діяч, Генеральний суддя УГВР
- Валерій Борзов — український спортсмен, дворазовий Олімпійський чемпіон, політичний і громадський діяч.
- Роман Борсук — психолог, письменник.
- Володимир (Волтер) Васік — кінорежисер.
- Тарас Вислоцький — старший прапорщик Збройних сил України, учасник російсько-української війни.
- Северин Відт — польський інженер-геодезист.
- Вадим Войцеховський — капітан РА, загинув під час війни в ДР Афганістан[32]
- Дмитро Демковський — сержант Збройних сил України, учасник російсько-української війни.
- Ігор Добровольський — молодший сержант Збройних сил України, учасник російсько-української війни.
- Тарас Драбик — військовослужбовець 80-ї окремої аеромобільної бригади, учасник російсько-української війни.
- Домінік Зброжек — видатний львівський астроном, геодезист, метеоролог, педагог, організатор науки і освіти, член Краківської академії наук і ремесел і регіональний політик.
- Іванна Климовська — письменник-гуморист, акторка, громадська діячка.
- Ярослав Кміт — ректор, співзасновник приватного університету «Львівський Ставропігіон», доктор філософії, професор.
- Павло Кобець — український прозаїк.
- Колесса Микола — видатний композитор, педагог та диригент.
- Павло Конюшкевич — викладач поетики у Києво-Могилянській академії, православний святий, митрополит Тобольський і всього Сибіру РПЦ (безпатріаршої).
- Андрій Кузьменко (Скрябін) — співак, шоумен, телеведучий.
- Генрик Кунзек (1871—1928) — польський художник.
- Лесь Курбас — видатний актор, режисер, засновник театру «Березіль».
- Марія Мацишин (1928—1951) — член збройного підпілля ОУН, лицар Срібного Хреста Заслуги УПА.
- Михайло Рабій (1898—1958) — вояк УСС і УГА; доктор філософії; діяч української діаспори.
- Софія Рабій-Карпінська — український мовознавець-діалектолог.
- Марцін Радимінський — професор та історіограф Краківського університету[33].
- Теодор Ріпецький — громадський і церковний діяч, священик. Засновник і директор товариства «Ризниця».
- Нестор-Всеволод Ріпецький — український письменник, журналіст, видавець.
- Іван Рогуцький — політико-громадський діяч, адвокат.
- Микола Рогуцький — український громадський діяч.
- Григорій Самборчик — вчений та поет доби середньовіччя.
- Степан Сілецький — український студентський та громадський діяч, заступник секретаря президії УНРади.
- Андрій Струсь — солдат Збройних сил України, учасник російсько-української війни.
- Богдан Сушинський — український журналіст, письменник.
- Зенон Тарнавський — український письменник, журналіст і театральний діяч.
- Андрій Ткаченко (1990—2024) — майор, український військовий льотчик Повітряних сил Збройних сил України, учасник російсько-української війни.
- Богдан Ткачик — художник, громадський діяч.
- Андрій Чайковський — український письменник.
- Андрій Шкурган — оперний співак (баритон), Заслужений артист України, лауреат Національної премії України ім. Т. Г. Шевченка.
- Фердинанд Штехер — професор, ректор Львівського університету (1819—1820).

### Із Самбором пов'язані
- Дмитро Бандрівський (1897—1983) — письменник, учений-філолог.
- Омелян Бачинський (1833—1907) — актор та режисер, засновник професійного українського театру.
- Володимир Бірчак — український письменник, літературознавець, вояк УСС, діяч ЗУНР, Карпатської України.
- Юзеф Горнунґ — міський архітектор.
- Ґабріель з Городка — монах-бернардинець, засновник реформатів у Польщі, навчався в Самборі[34].
- Ігор Добрянський — композитор, поет, співак, засновник поп-групи «ВАН-ГОГ», лауреат всеукраїнських та міжнародних конкурсів і фестивалів.
- Роман Заколоцький — юрист, чемпіон світу з шахової композиції, міжнародний майстер FIDE, міжнародний арбітр з шахової композиції, заслужений майстер спорту України, гросмейстер України, почесний громадянин міста Самбора, радянський та український шаховий композитор (проблеміст), видав шість книг: одну з юриспруденції і п'ять з шахової композиції.
- Олександр Зажицький — піаніст, композитор; навчався в гімназії (I Państwowe Liceum i Gimnazjum im. Adama Mickiewicza w Samborze).
- Ігор Кокодиняк (1997—2022) — старший сержант Збройних сил України, учасник російсько-української війни, що загинув у ході російського вторгнення в Україну в 2022 році.
- Філарет Колесса — вчений-фольклорист.
- Петро Конашевич Сагайдачний — гетьман Запорізької Січі.
- Юрій-Франц Кульчицький — герой Віденської битви, засновник першої в Європі кав'ярні.
- Юліян Лаврівський — український культурний і політичний діяч, народовець, суддя[35].
- Гнат Мартинець — снятинський повітовий комісар ЗУНР, посадник у Володимирі, директор самбірської учительської семінарії (1941—1944).
- Франц Рабій — український греко-католицький священик і громадський діяч.
- Степан Стебельський — майор УПА, командир сотні «Ударник-5», начальник тактичного відтинку УПА-Захід «Маківка».
- Ілля Самбірський — український народний майстер.
- Іван Филипчак — письменник, краєзнавець, педагог.

### Парламентські посли від Самбора
- Теофіл Бережницький — правник, громадський діяч, посол Галицького сейму 5-го скликання[36].

### Самбірські старости
- Гермолаус Йордан — 4-й син Яна Йордана, придворний короля Сигізмунда І Старого[37].
- Станіслав Боніфацій Мнішек — львівський, глинянський староста, другий чоловік Софії з Головчинських — матері Адама Олександра Санґушка[38]
- Геронім Одровонж — син Яна Одровонжа[39]
- Станіслав (Осташко) з Давидова[40]

## Галерея

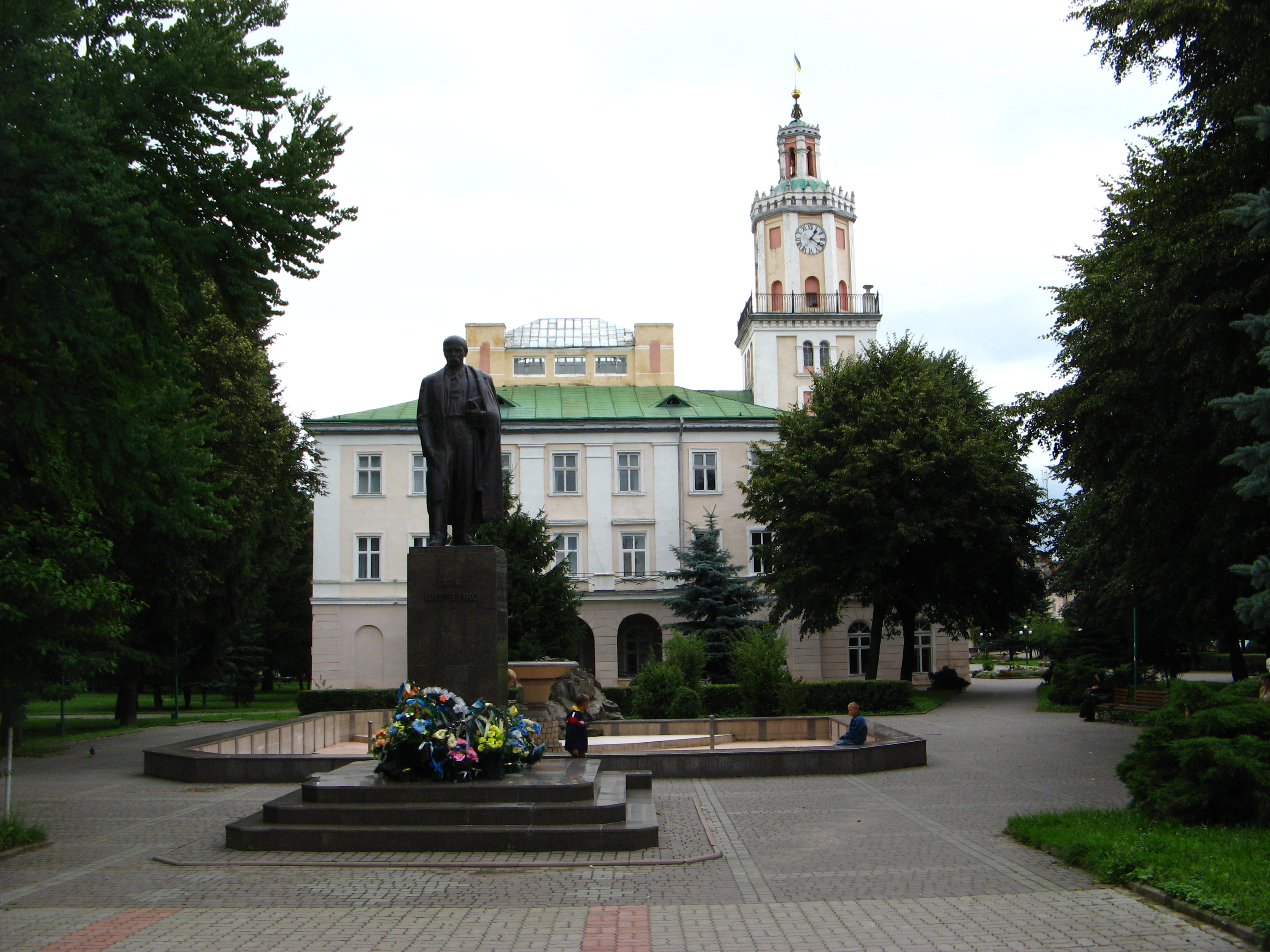
Пам'ятник Тарасові Шевченку та Самбірська ратуша
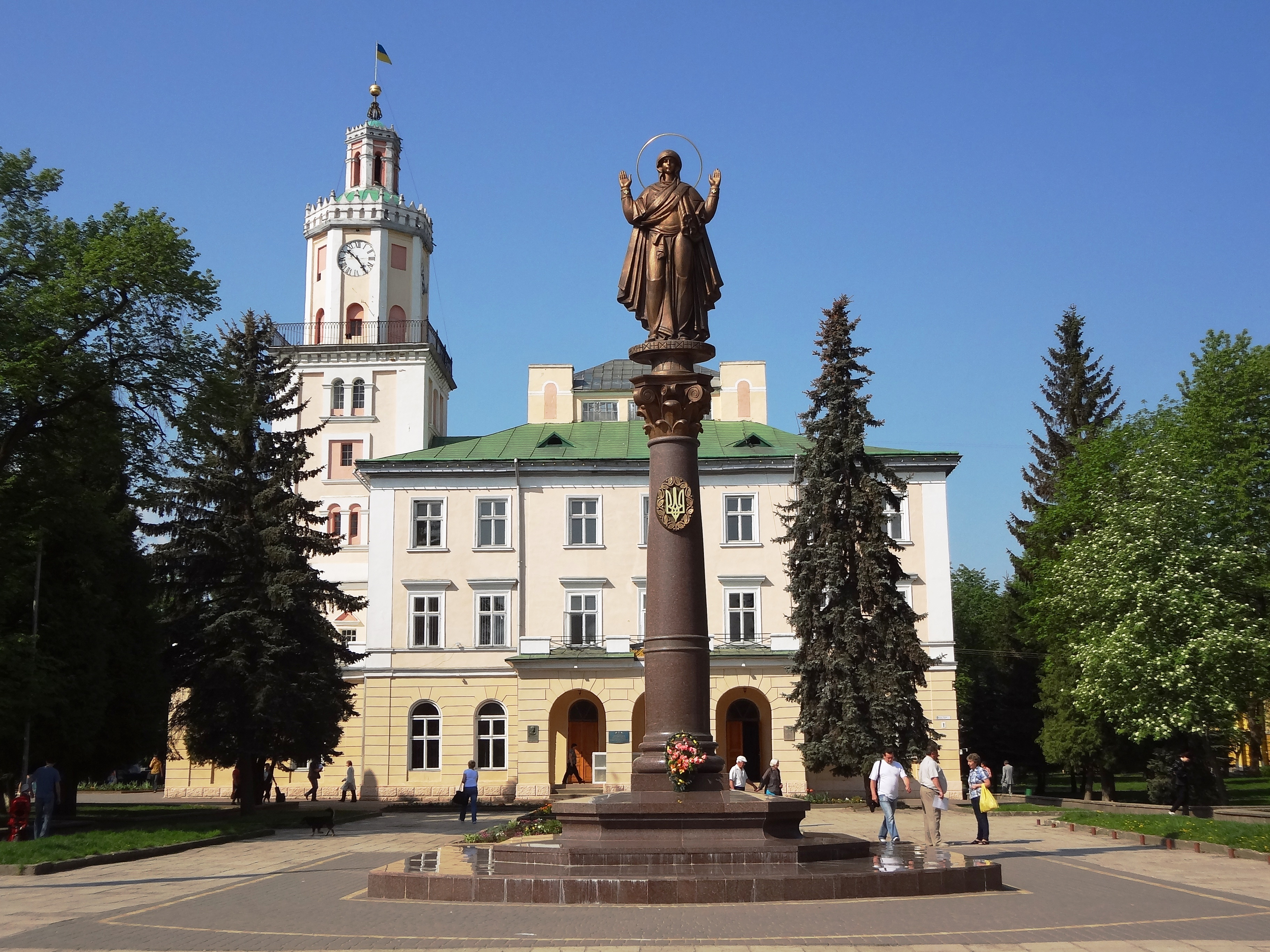
Статуя Матері-Україні на площі Ринок
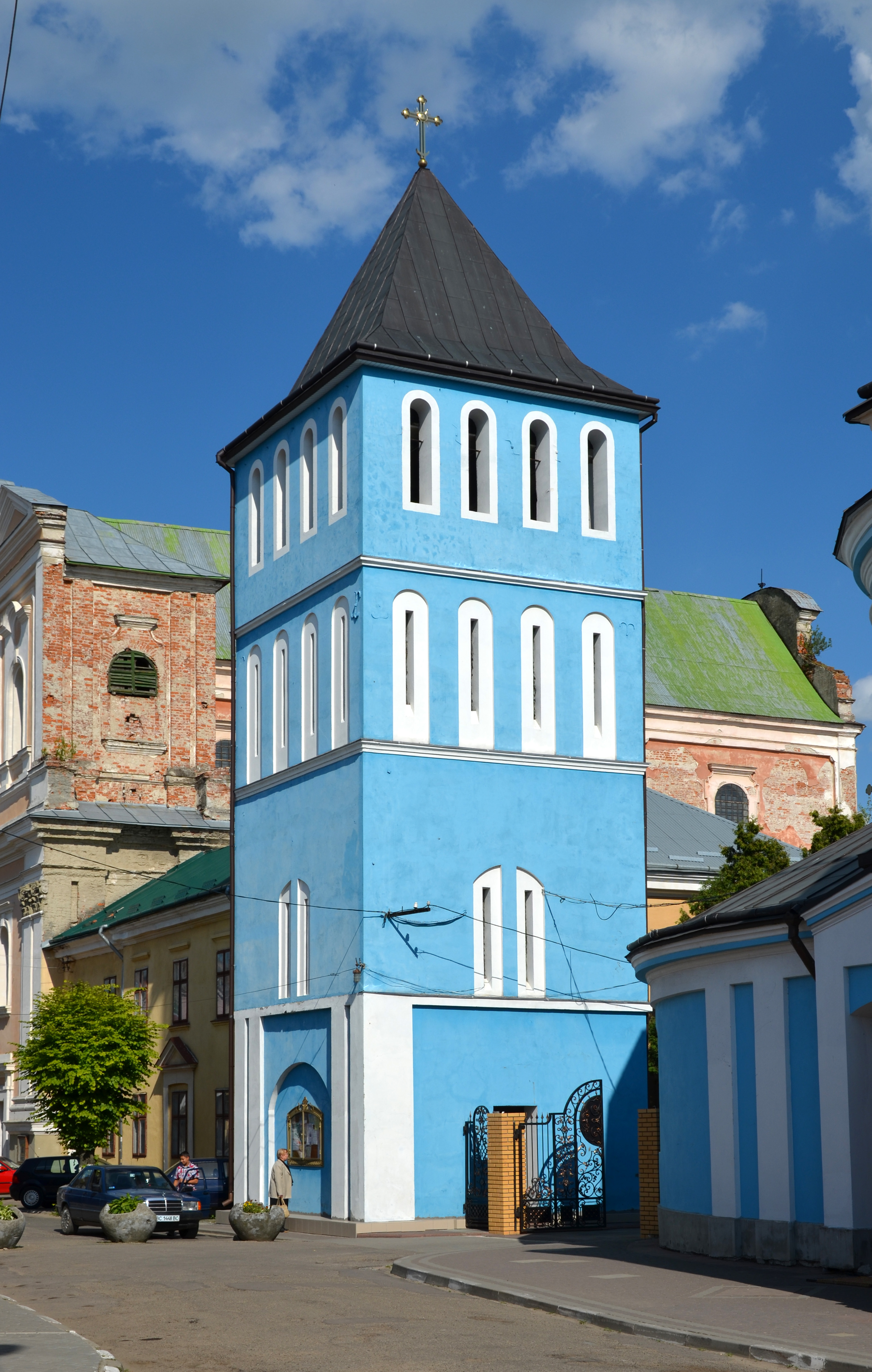
Дзвіниця Костелу Святого Станіслава
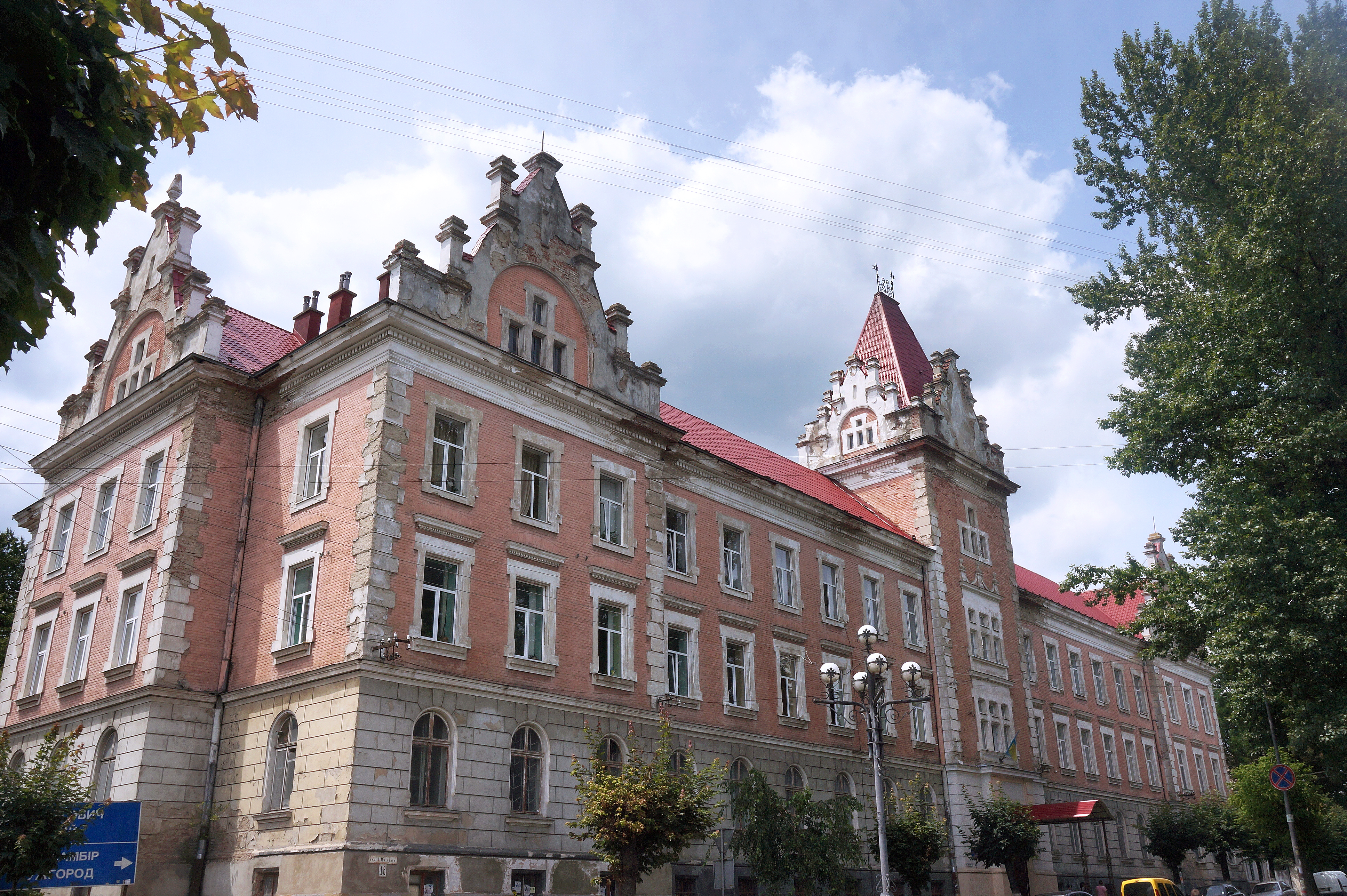
Дирекція скарбового уряду

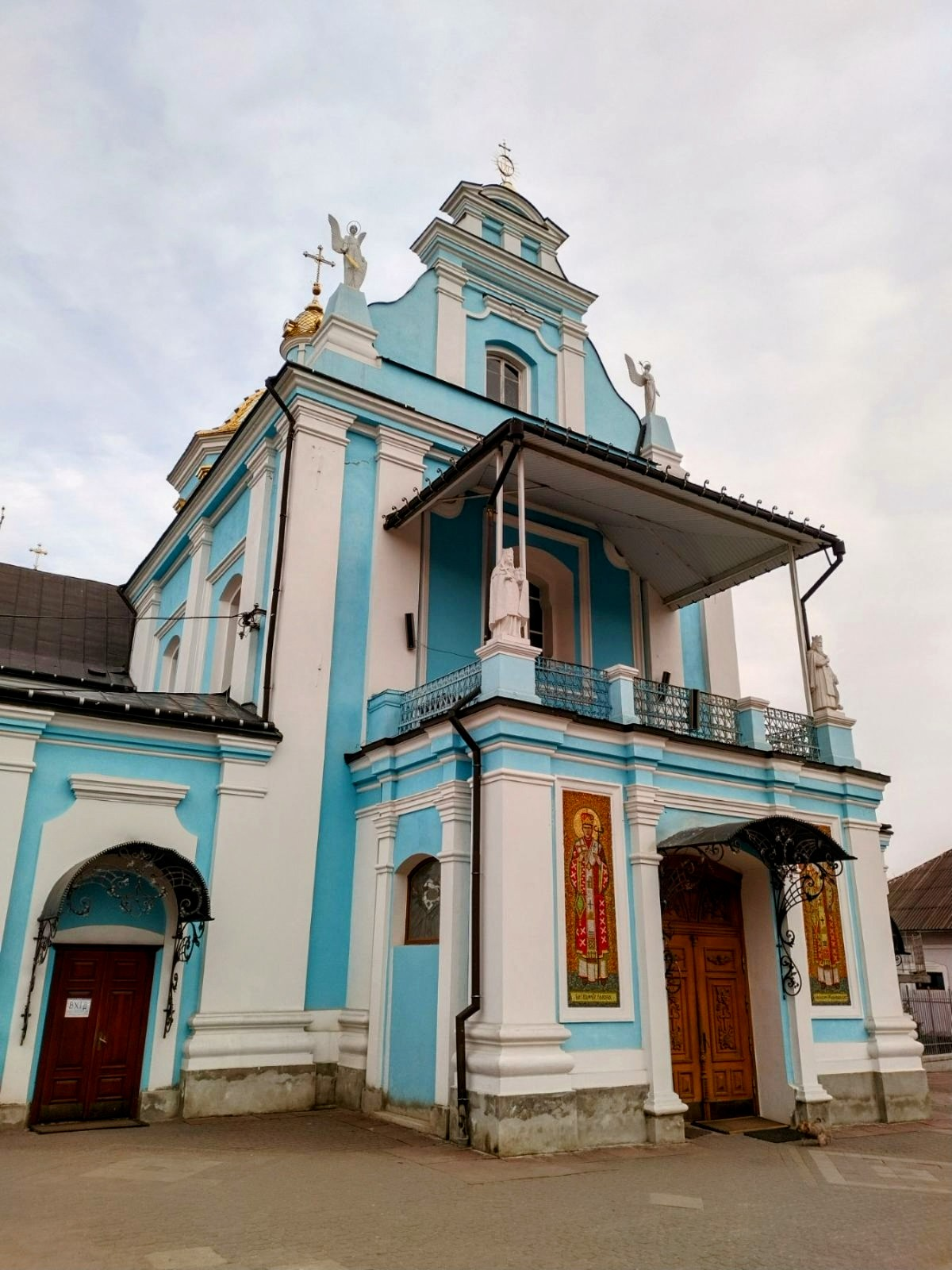
Церква Різдва Пресвятої Богородиці
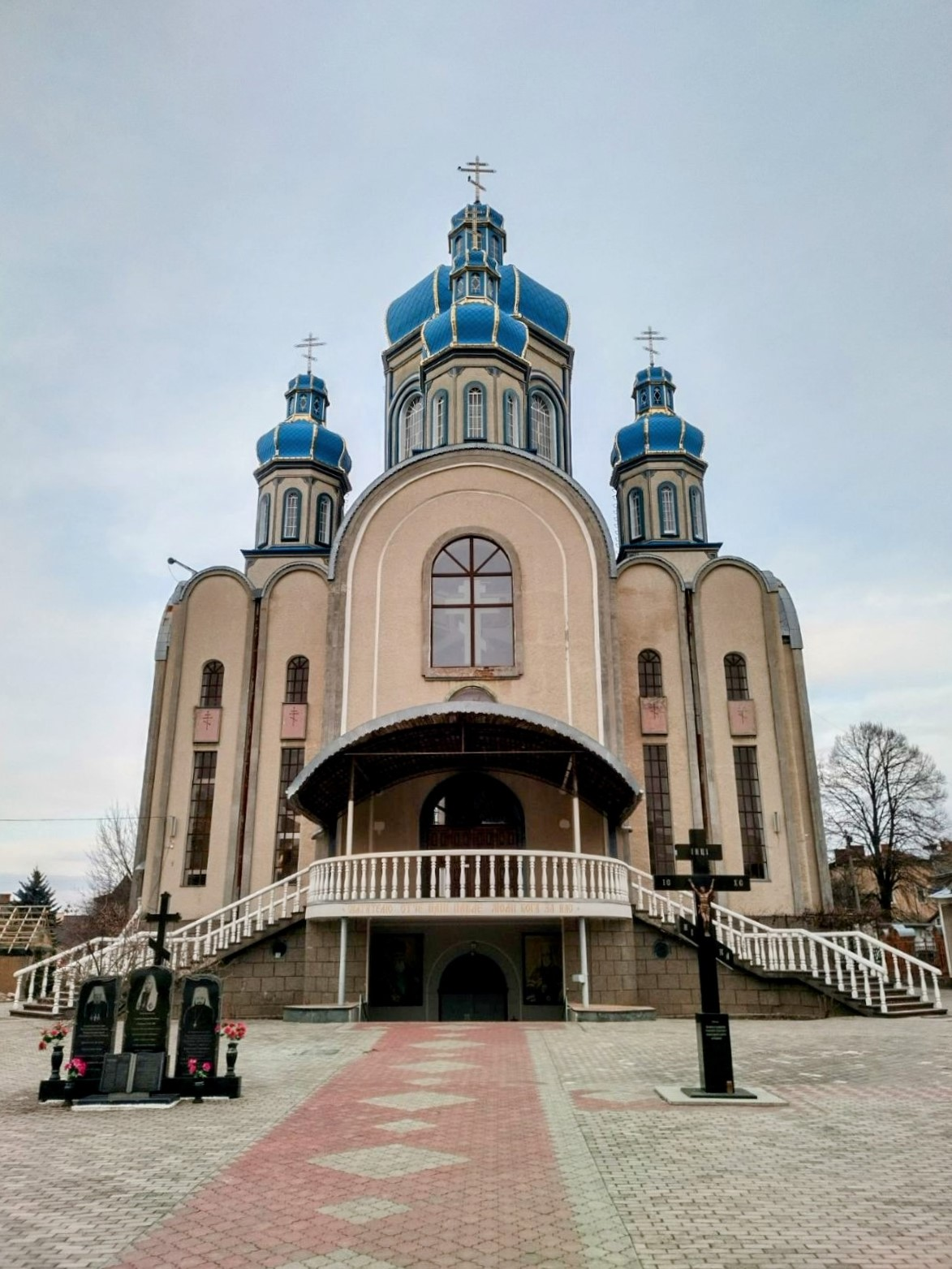
Церква святителя Павла Конюшкевича
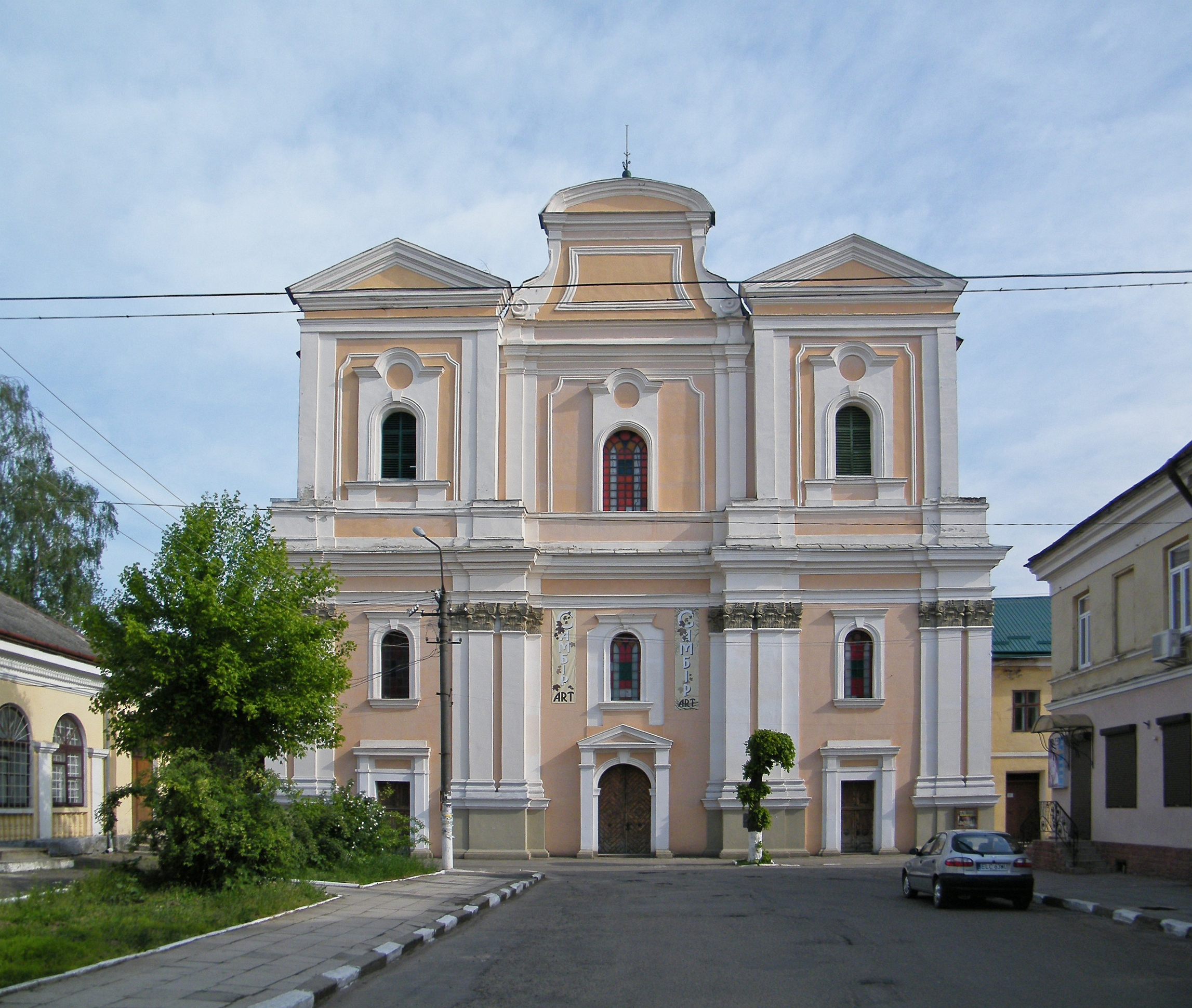
Костел Святого Станіслава
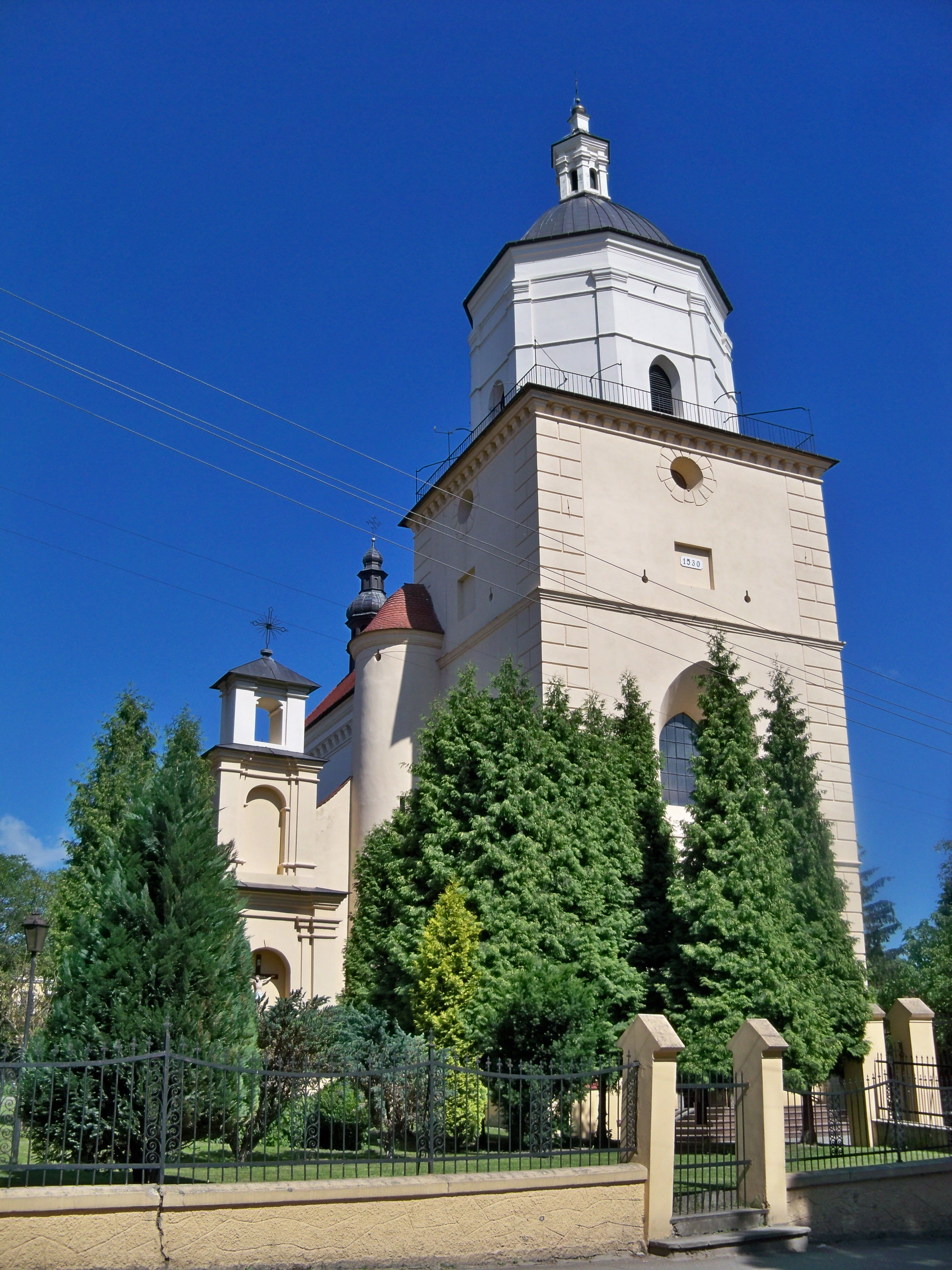
Костел Святого Івана Хрестителя
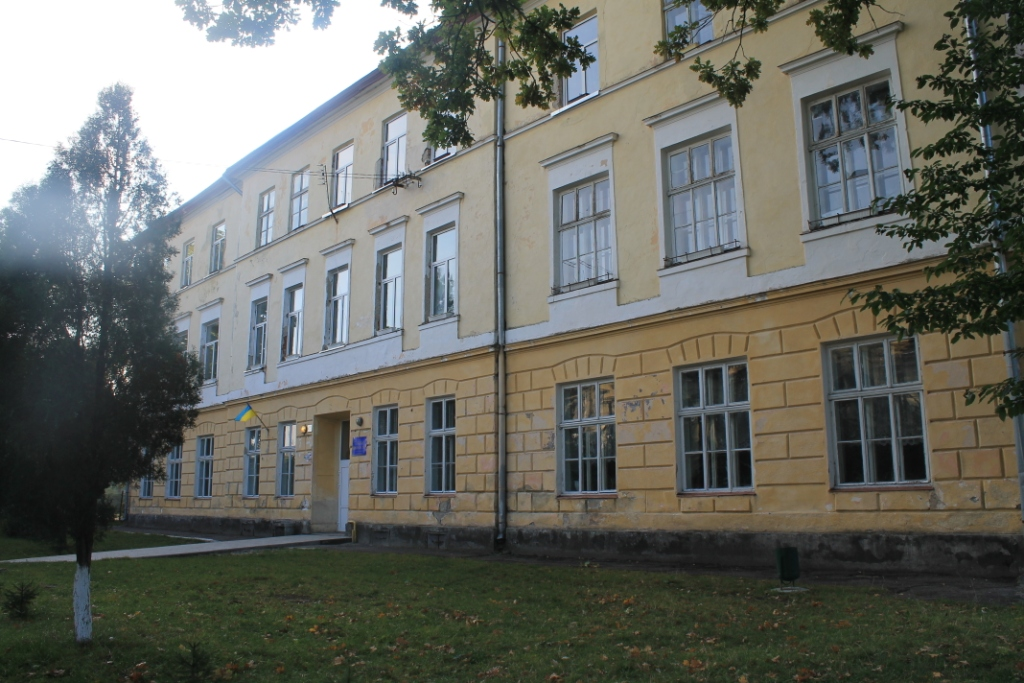
Вулиця Миколая Коперника
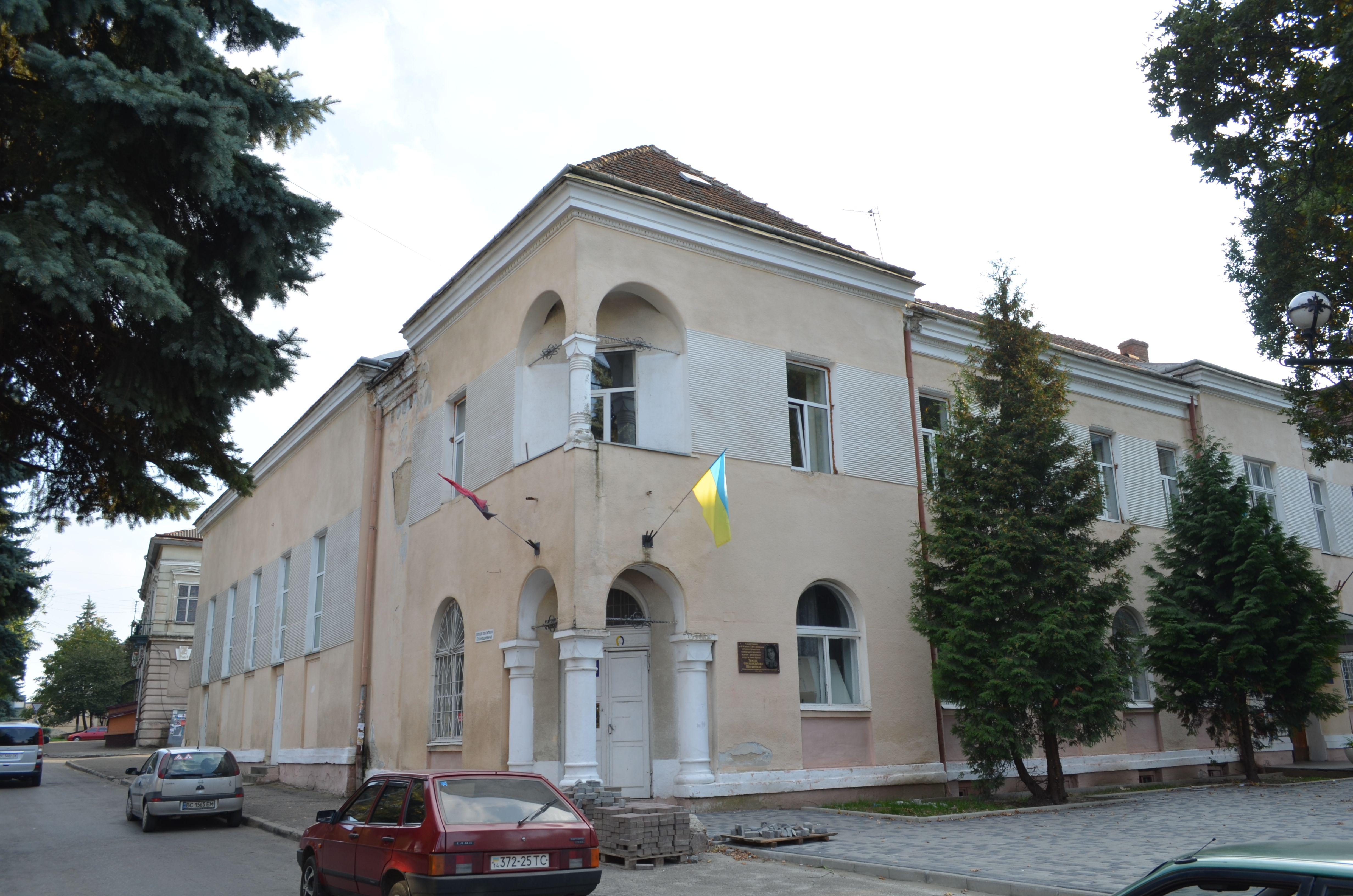
Народний дім
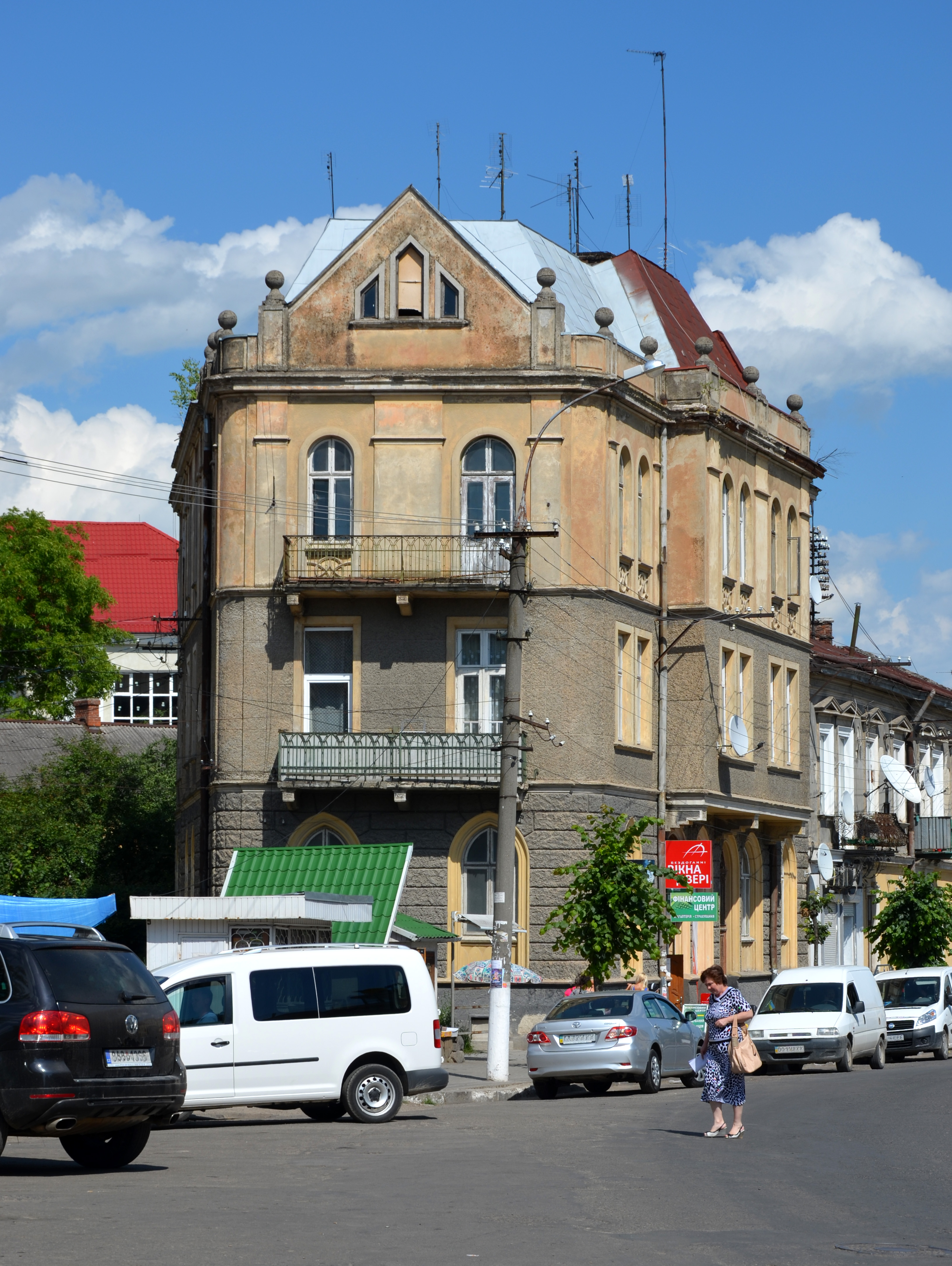
Будинок № 1 на вулиці Франка
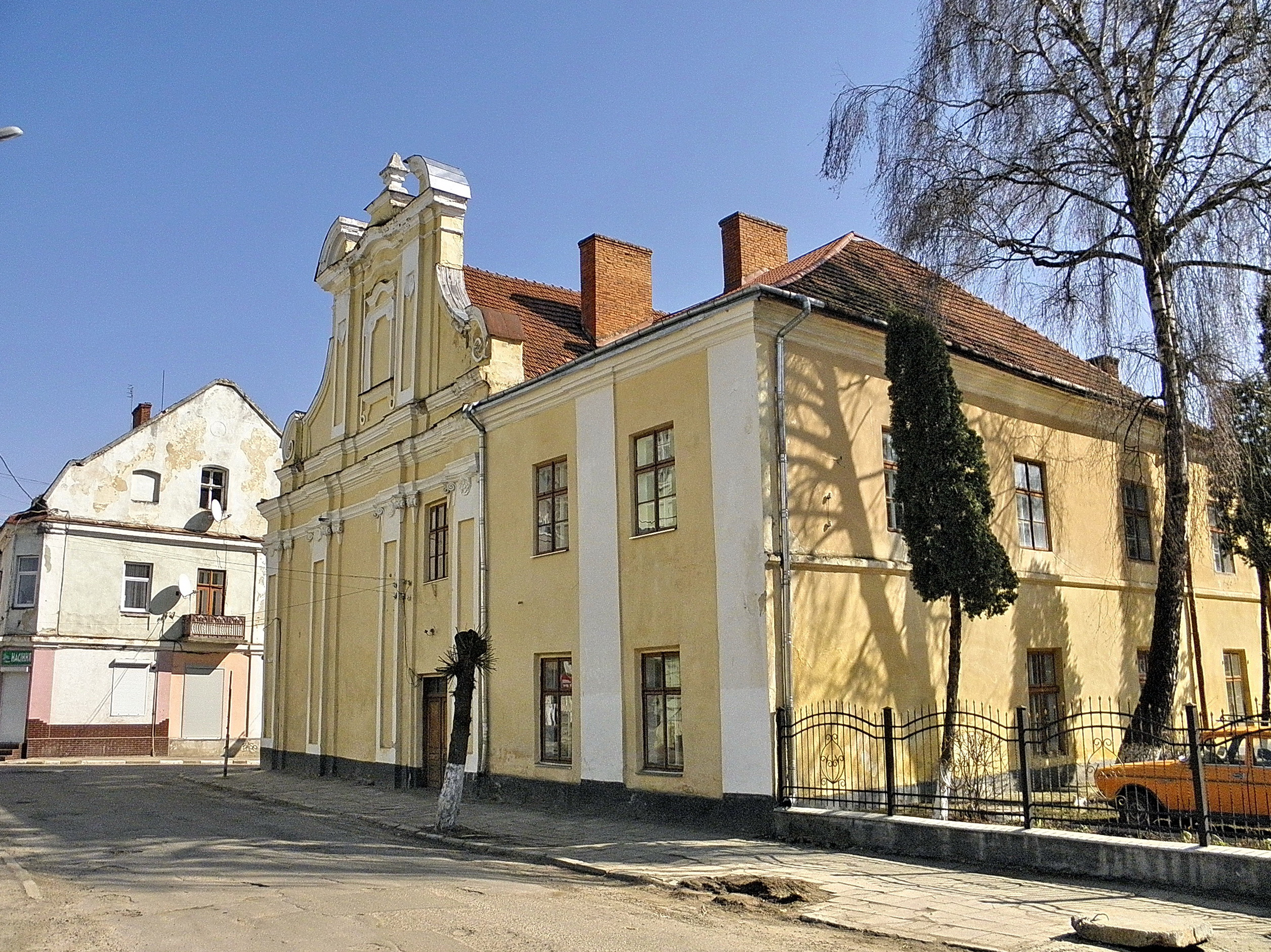
Колегія Єзуїтів
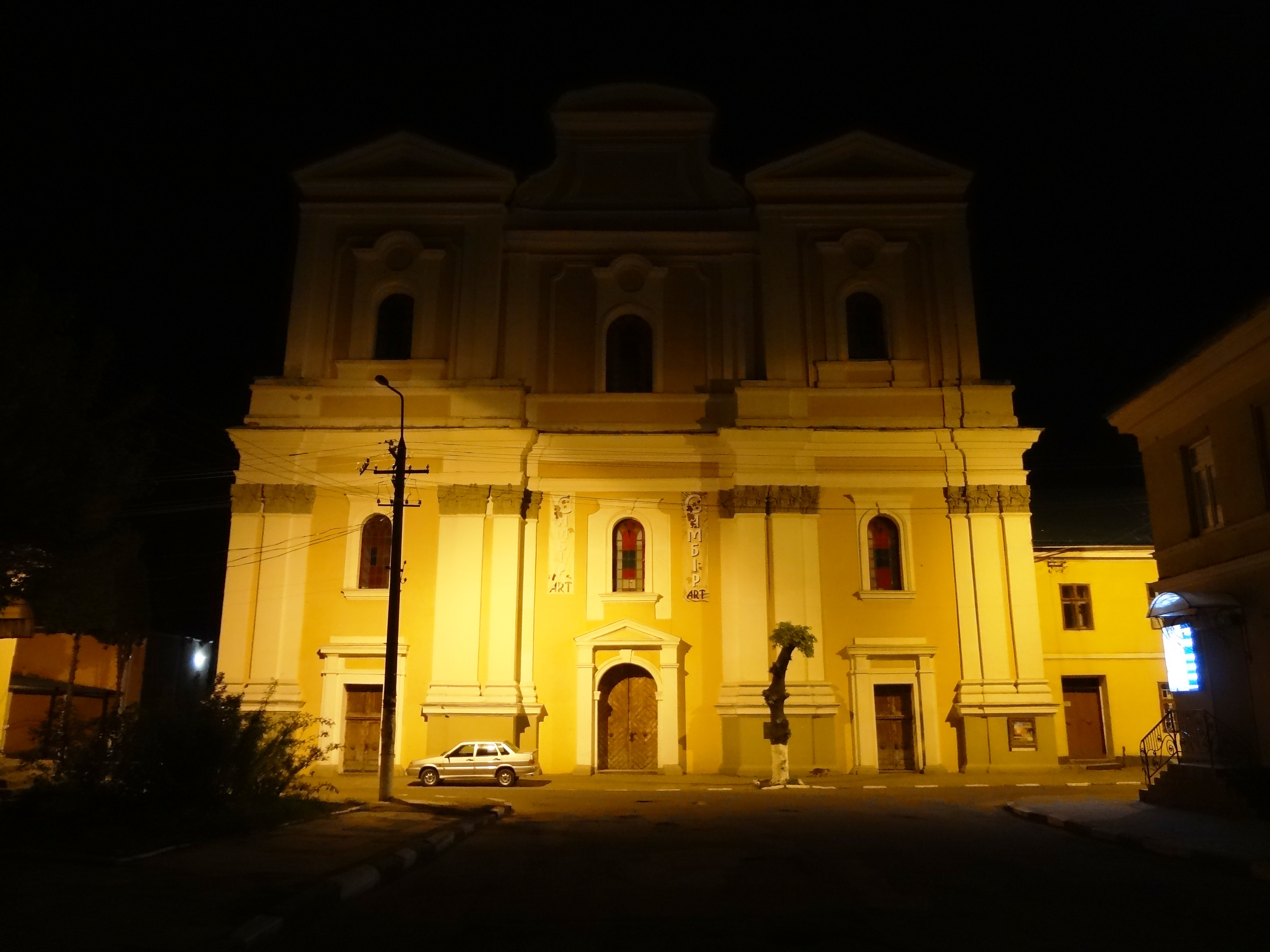
Бернардинський монастир
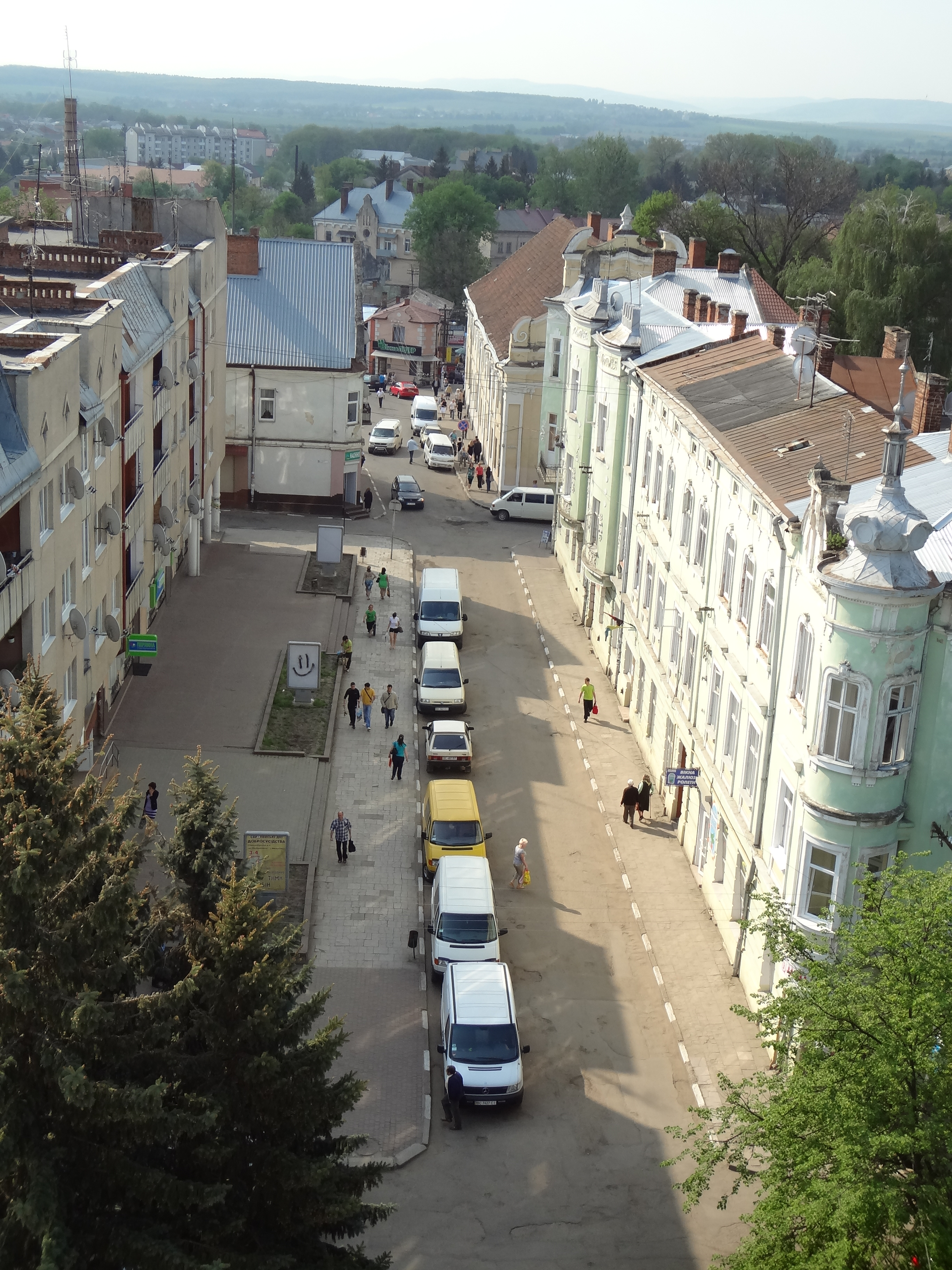
Житлово-торговий будинок по вул. Б. Хмельницького, 5
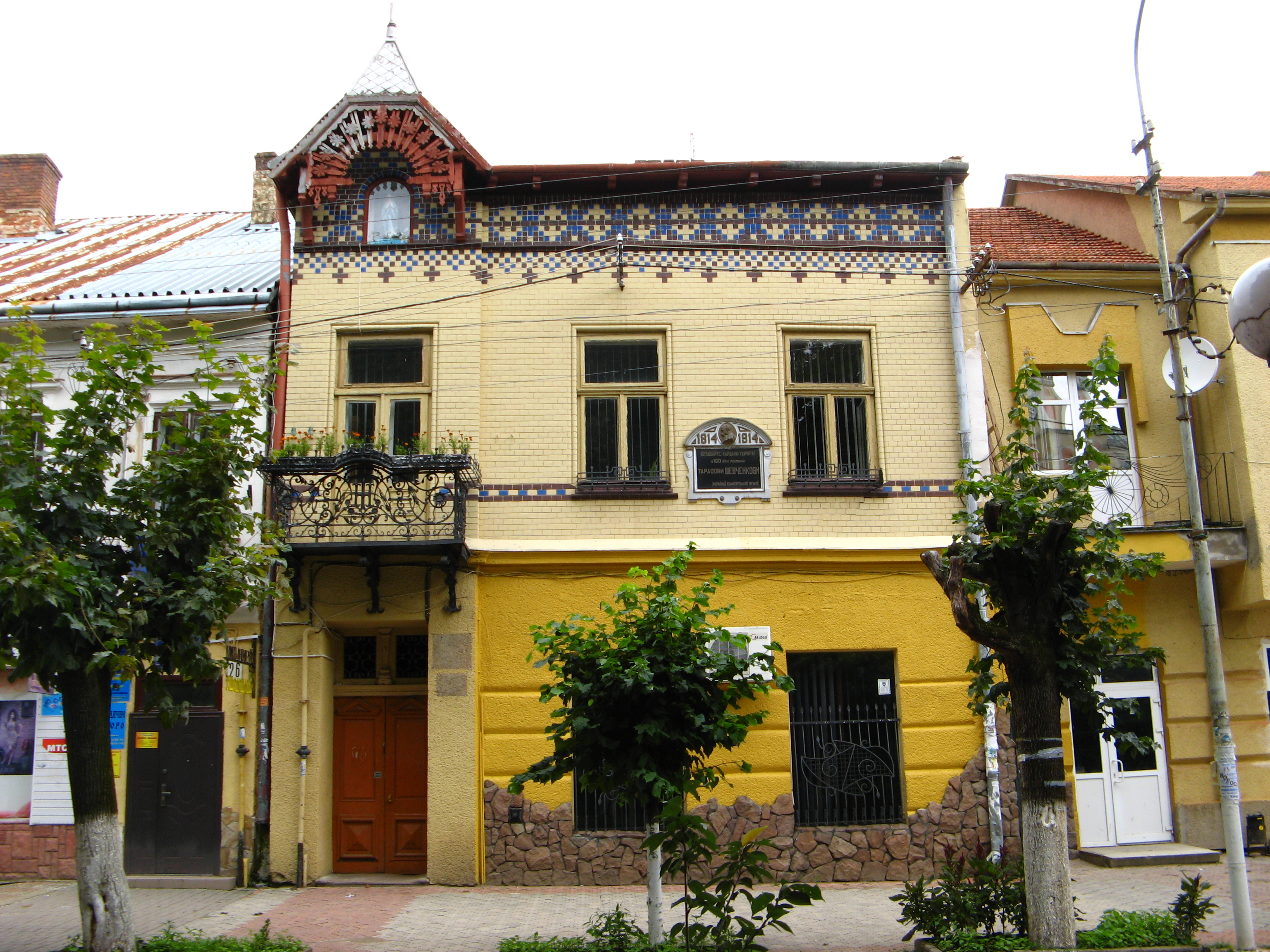
Кам'яниця у центрі міста
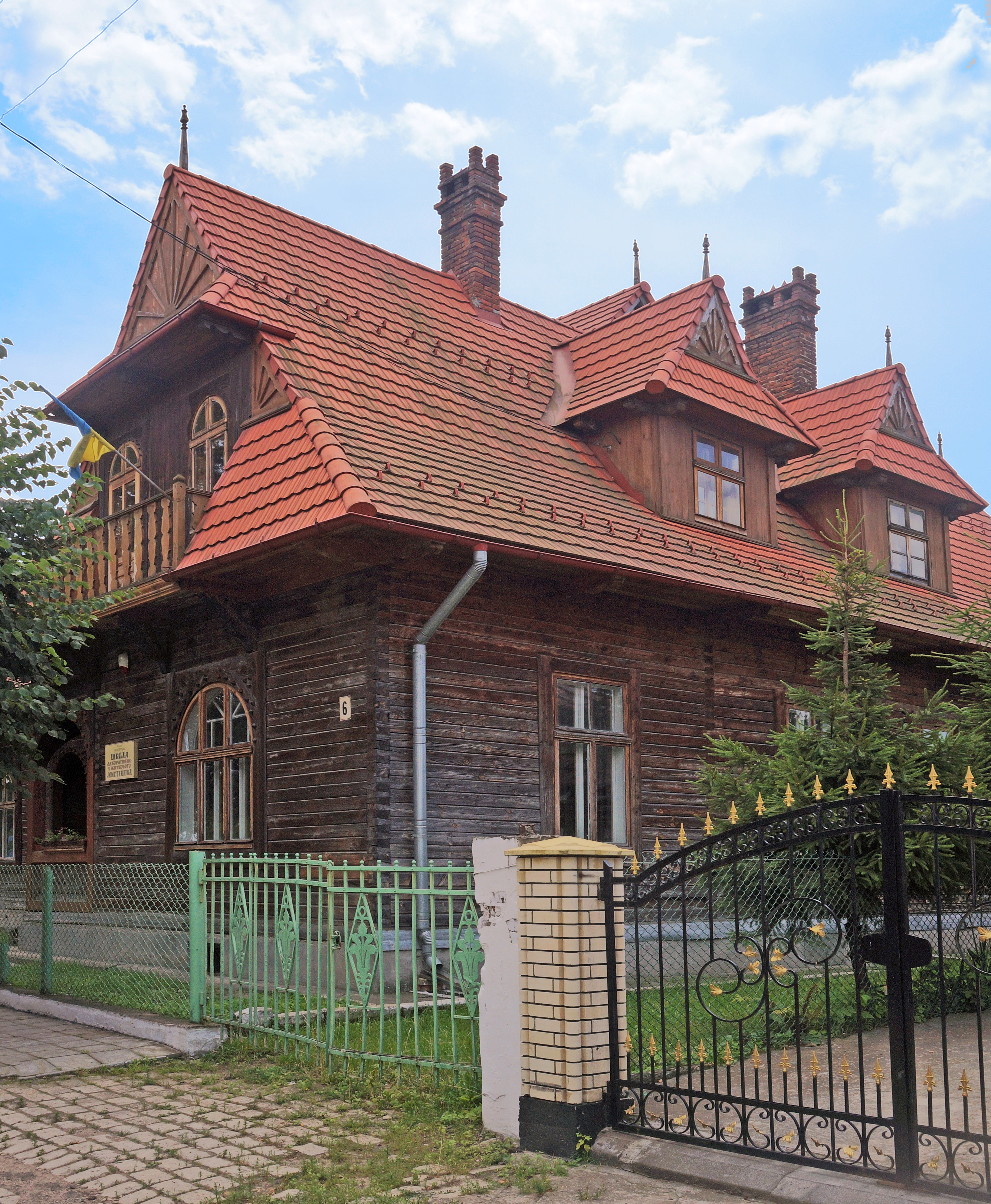
Вулиця Леся Курбаса
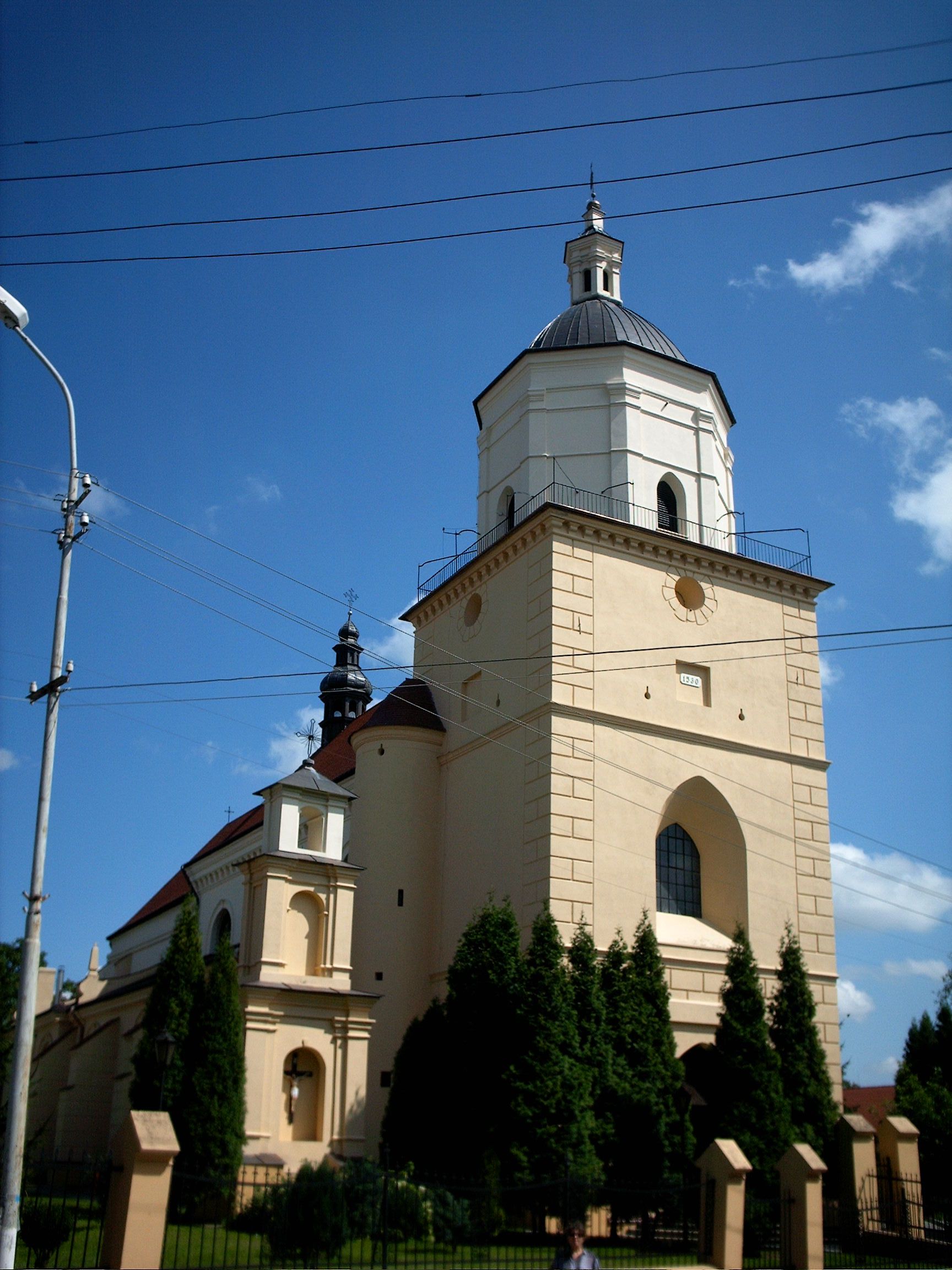
Костел Святого Станіслава
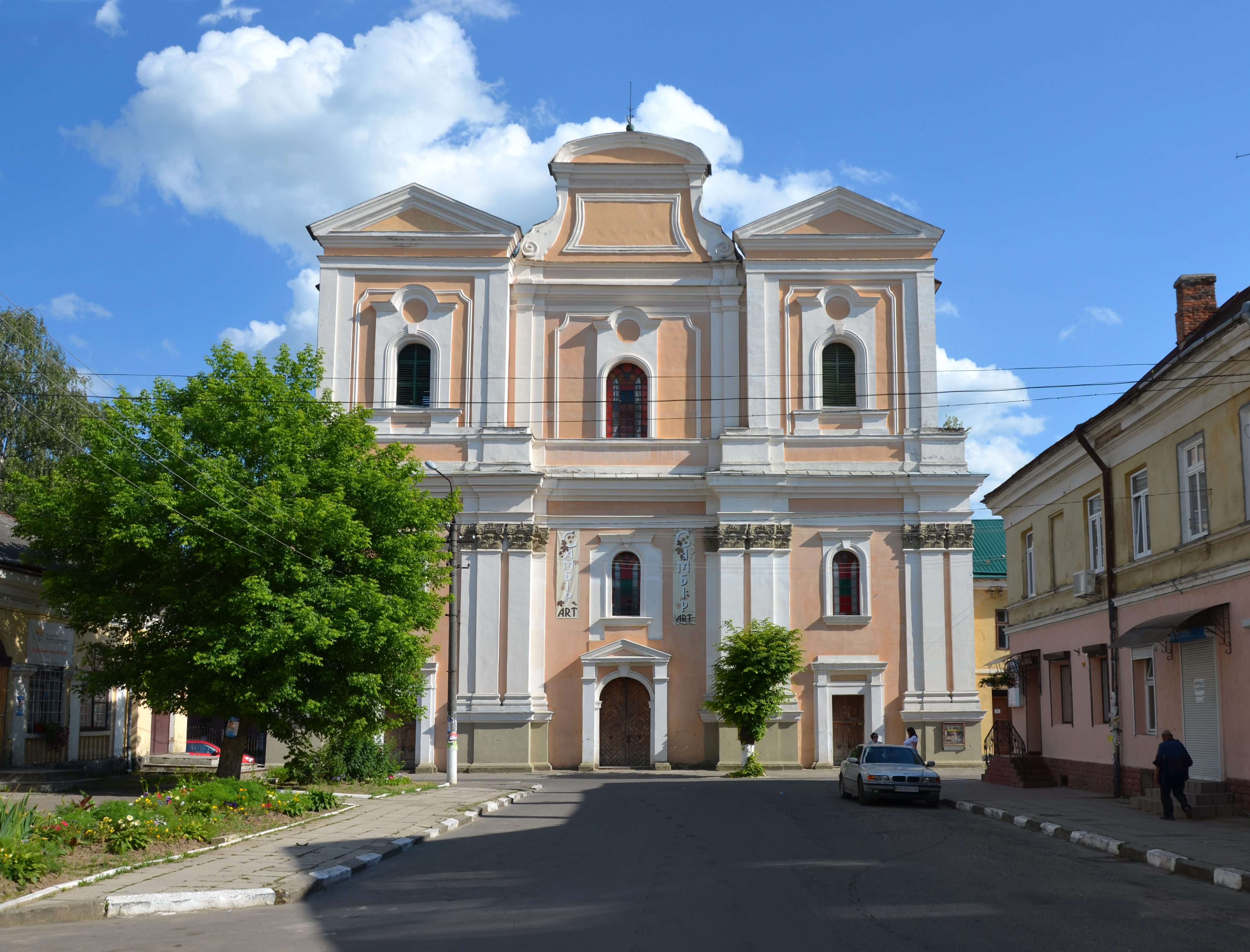
Костел Святого Івана Хрестителя
- Вулиця Миколая Коперника
- Народний дім
- Будинок № 1 на вулиці Франка
- Колегія Єзуїтів
- Бернардинський монастир
- Житлово-торговий будинок по вул. Б. Хмельницького, 5
- Кам'яниця у центрі міста
- Вулиця Леся Курбаса